# Manufacture de porcelaine Dihl et Guérhard
La manufacture de porcelaines Dihl et Guerhard, également appelée « manufacture du duc d'Angoulême » ou « manufacture de Bondy » jusqu'en 1789 puis « manufacture du Temple », est un atelier de porcelaine créée en 1781 à Paris, rue de Bondy puis rue du Temple. Ayant survécu avec succès à la Révolution, au Consulat et au premier Empire, elle a fermé ses portes en 1828 sous la seconde Restauration.
Fabricant des marchandises porcelaines toujours raffinées et souvent luxueuses, elle a été la plus prestigieuse des manufactures de porcelaine parisiennes, et a en son temps détrôné la manufacture de Sèvres.

## Histoire
La manufacture est créée par un acte de société signé le 25 février 1781 entre Christophe Erasmus Dihl, Antoine Guérhard et Louise-Françoise-Madelaine Croizé, épouse de ce dernier,,. Le notaire chargé de l'établissement de l'acte est Me Guéret.

### Les fondateurs

#### Christophe Erasmus Dihl
Dihl naît en 1756 à Lammshein près de Neustadt (rive gauche du Rhin) et de Mannheim dans le Palatinat. Il est modeleur et connaît de surcroît les procédés chimiques nécessaires pour la fabrication de porcelaine. Il émigre en France en 1778.
Étranger et en particulier non parisien, Dihl n'a pas le droit d'établir un quelconque commerce ou une fabrique dans Paris. Pour la future entreprise, ce droit vient par le couple Guérhard, officiellement bourgeois parisiens,, avec qui il s'associe pour créer une société. Selon l'acte de société, Dihl apporte « son industrie, son talent, sa peine et ses soins pour la fabrication des ouvrages et marchandises, les travaux nécessaires pour y parvenir… et généralement tout ce que doit faire un maître de pareille manufacture ». Outre son talent, Dihl apporte aussi à la société un grand nombre de moules.
Mais surtout c'est un chercheur, en témoigne l'environnement qu'il a choisi pour son portrait par Le Guay, réalisé en 1797 sur une plaque de porcelaine à pâte dure, avec les nouvelles peintures émaillées pour porcelaine qu'il a créées : il est assis à un secrétaire dont les compartiments sont remplis de pots contenant des matériaux utilisés créer les couleurs qui sont la marque de la compagnie, avec devant lui une palette montrant ces couleurs. La surface plane du secrétaire porte des pièces de choix créées par l'entreprise : une statue en biscuit par Lemire représentant un enfant en train de lire ; un vase élégant avec glacis imitant l'écaille de tortue et une bande décorée en grisaille par Sauvage ; et une tasse à deux anses avec le même fond jaune typique de la manufacture — on le retrouve par exemple sur la paire de vases du Metropolitan museum (voir plus bas la section « Quelques pièces remarquables »). Ce portrait de Dihl montre sa conception de l'entreprise comme espace commercial mais aussi comme un endroit d'expérimentation scientifique et d'innovation technologique. 

Cette double nature d'œuvre d'art en soi mais aussi de véhicule de démonstration d'un produit manufacturé, est reflétée dans la double signature de « Dihl et Guérhard » et de « Étienne Le Guay » sur le côté du secrétaire. Bien accointé avec le marché anglais, Dihl a vraisemblablement eu connaissance du portrait sur plaque de porcelaine de Josiah Wedgwood par le peintre George Stubbs ; ce dernier, cherchant pour ses peintures émaillées des surfaces plus spacieuses que celles des supports habituels, en fait part à Wedgwood qui se met à expérimenter avec des plaques de céramique dès 1777. Il découvre que le processus est particulièrement difficile à mettre en œuvre : plus les plaques de céramique sont grandes, plus grand est le risque qu'elles se déforment à la cuisson. Dihl a peut-être voulu émuler cette approche.
Son portrait par Le Guay est au musée de Sèvres.
En 1800, Drölling exécute un autre portrait de Dihl (signé en bas à gauche « Drölling pinxit 1800 », H x L 62 x env. 50 cm). Dihl a 44 ans et dirige la manufacture depuis 19 ans. Outre la question des peintures inaltérables, ce tableau relève avec succès le défi de cuire une large plaque de céramique sans qu'elle se déforme à la cuisson.
Après la mort du sieur Guérhard, Dihl épouse Mme veuve Guérhard le 25 décembre 1797, avec comme témoins les meilleurs peintres de la manufacture : Sauvage, Le Guay, et Marie Victoire Jacquotot la nouvelle épouse de ce dernier et elle-même peintre de grand talent.
Couleurs inaltérables à la cuisson
Les couleurs sur porcelaine sont faites d'oxydes métalliques réduits en poudre et mélangés avec des substances vitrifiables comme le verre, le nitre (aussi appelé salpêtre) ou le borax, additionnées d'huile de térébenthine ou de lavande qui servent de liant.
Jusque là, la plus grande difficulté dans ce domaine est la différence de couleur avant et après la cuisson ; seul un œil expérimenté peut jauger avant cuisson la nuance que va prendre la couleur après cuisson.
Dihl fait des recherches sur les couleurs, les variétés de fonds obtenus, imitant l'agate, le lapis, le jaspe, l'écaille, le vermeil ou le bronze patiné à l'antique…
Le 4 octobre 1797 (13 vendémiaire an 6) ou le 16 novembre 1797 Dihl présente à l'Institut national des sciences et des arts un rapport sur des couleurs inaltérables à la cuisson — rapport qui fait sensation, accompagné d'un bas-relief peint dans son atelier avec les nouvelles peintures. Les résultats sont publiés en janvier 1798 dans le Journal de physique, de chimie, d'histoire naturelle et des arts. Jean Darcet, Antoine François Fourcroy et Louis Bernard Guyton de Morveau, de la section « Chimie » de l'Institut, ont la charge d'examiner le produit de Dihl. Ils visitent la manufacture pour voir l'expérience en direct. Leur rapport note que la difficulté de peindre en couleurs sur de la porcelaine, similaire à la peinture émaillée sur d'autres supports tels que le cuivre, provient de ce que le peintre ne peut pas savoir ce que les couleurs, faites de minéraux et de verre pulvérisés et pigmentés, vont devenir après cuisson. De plus, en général les peintres sur porcelaine devaient utiliser deux palettes, une pour les « couleurs dures », qui supportent les températures élevées ; et une autre pour les « couleurs tendres », aux tons plus délicats qui ne supportent que les températures moyennes ou basses. La formule de Dihl permet de peindre de la porcelaine à pâte dure avec une peinture suffisamment stable pour supporter les hautes températures de cuisson sans changer de couleur, et qui « permet aux peintres d'immortaliser leur travail et de transmettre à la postérité, sans altération, les choses les plus intéressantes que l'histoire et la nature puissent offrir ».
Noter que son succès est partiel et qu'il a dû omettre les teintes rose, pourpre et violet, produites par le précipité de pourpre de Cassius, qui ne sont pas stables et changent sous l'action de la chaleur. Par ailleurs, l'action de la surface traitée et le type de vernis ne sont pas pris en compte.
Mastic Dihl
Le mastic Dihl est un mélange d'huile de lin asséché par ébullition avec du litharge puis mélangé avec de la poudre fine d'argile à porcelaine jusqu'à une consistance de mortier épais ; l'argile à céramique convient également si elle est bien sèche. Une petite dose d'huile de térébenthine le rend un peu plus fluide et facilite l'adhésion aux surfaces en bois, en pierre ou en brique. Il peut être coloré avec de la brique ou de la poterie réduites en poudre.
Appliqué à du grillage fin, il peut être utilisé pour étanchéifier des surfaces (terrasses, etc) ; il est cependant à peine moins cher que le plomb. Il peut aussi être utilisé pour coller des pierres ou comme enduit d'apprêt pour des peintures murales. 
Dihl invente ce nouveau mastic en 1809 ; il dépose le brevet en 1817,
et en 1818 en Angleterre.
La technique est alors tout à fait innovatrice. En 1988 ce produit est encore appelé « mastic miracle ».

#### Antoine Guérhard
Bourgeois parisien, il est probablement l'auteur d'un mémoire sur l'extraction du cobalt destiné à la porcelaine de Saxe en Silésie.
Il meurt le 28 avril 1793 - environ 4 mois avant le début de la Terreur, qui amène l'arrivée des ouvriers de Niderviller.

#### Louise-Françoise-Madelaine Croizé
Née en 1751 à Paris, elle va officiellement diriger l'entreprise.
Ensemble, les époux Ghérard apportent 8 000 livres pour démarrer la société ; ils s'engagent également à payer « sur leurs deniers personnels les gages et appointements de l'ouvrier le plus cher que Dihl jugera nécessaire d'employer pendant le cours de ladite société ». Ils sont responsables de la tenue de la caisse ; mais seule Catherine Croizé est chargée de la vente et de la tenue des livres de comptes,.
Antoine Guérhard et Madelaine Croisé sont tous deux officiellement bourgeois de Paris, ce qui permet à l'entreprise d'être située dans Paris intra muros.

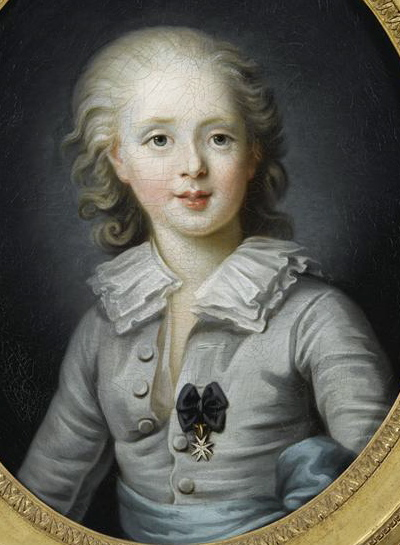
Louis-Antoine d'Artois (1775-1844),
peu après 1781

### Monopole, privilèges et parrainage
Le premier obstacle et le plus grand, est l'ensemble des privilèges exclusifs en faveur de la manufacture de Sèvres.
Depuis le privilège octroyé le 24 juillet 1745, elle seule a le droit de fabriquer la porcelaine « façon de Saxe » (c'est-à-dire de représenter des figures humaines et d'utiliser la polychromie et l'or pour la décoration, ce pour une période de 20 ans. Les peines sont sévères : confiscation des objets fabriqués et trois mille livres d'amende. Ce privilège inclut aussi une clause punissant de prison les ouvriers qui quitteraient la manufacture sans un congé en bonne forme de son directeur Charles Adam ; et l'interdiction aux autres manufactures d'embaucher aucun ouvrier sorti de Vincennes sans l'agrément de la manufacture de Sèvres. Ces menaces ne restent pas vaines paroles. Par exemple Barbin, établi rue de Charonne, reçoit défense de construire un four, et dans la foulée Machault (Contrôleur général des finances depuis 1745) décrète que « Il ne sera fait d'autres sortes d'ouvrages en porcelaines que celles qui peuvent servir pour la poterie, ou la platerie, lesquelles ne pourront être ornées de fleurs et de.sculptures, ni « peintes autrement qu'en façon de Japon sans, sous aucun prétexte, y mêler des-paysages, figures ou dorures dont Sa Majesté entend que le travail soit exclusivement réservé à la Manufacture de Charles Adam, ainsi que de toutes sortes et espèces d'ouvrages de porcelaine « en fleurs et en sculptures ».
Ainsi pour les décors, depuis 1766 Sèvres a le monopole des porcelaines colorées et dorées : elle seule a le droit d'utiliser la polychromie et l'or pour la décoration de ses porcelaines, et depuis l'arrêt de 1784 elle seule a le droit d'utiliser des décors autres que les jetés de fleurs au naturel.
En 1782 la manufacture obtient la protection du jeune duc d'Angoulême Louis-Antoine d'Artois (1775-1844), fils du futur Charles X et neveu de Louis XVIII, qui n'a que 6 ans en 1781. Ce parrainage est purement politique, visant à contrebalancer l'influence de la manufacture de Sèvres et à contourner son monopole. Ainsi à partir de 1782 trouve-t-on des pièces Dihl et Guérhard estampillées « Manufacture de Monsieur le duc d'Angoulême », souvent plus ou moins abrégé (parfois « Manufre de Mgr le duc d'Angoulême », parfois « Mre de Mgr le duc d'Angoulême »),.

### L'entreprise

#### Les débuts, rue de Bondy
Selon l'acte de société, l'entreprise est établie dans une maison au no 22 de la rue de Bondy, prise à bail pour 9 ans à partir du 1er avril 1781, pour un loyer de 3 000 livres par an. Le contrat prévoit la construction d'un four et d'ateliers dans le jardin, et autorise la tenue d'un magasin dans une ou plusieurs pièces de la maison.
Dès le 28 septembre 1781, Dihl dépose la marque AG (Angoulême) devant le lieutenant général de police Lenoir qui, le 23 juillet 1782, confirmait la protection du duc d'Angoulême. Les lettres AD sont alors surmontées d'une couronne.

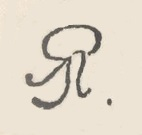
Première marque déposée, peinte en or
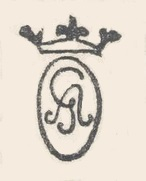
Deuxième marque déposée, en rouge

Les handicaps
Le premier obstacle et probablement le plus grand, est l'ensemble des privilèges exclusifs en faveur de la manufacture de Sèvres (voir plus haut la section « Monopole, privilèges et parrainage »).
Il y a de plus la compétition plus classique. Les producteurs rivaux incluent Locré, Schoelcher et Nast ; mais aussi d'habiles peintres-décorateurs indépendants, que l'on appelle alors les « chambrelans » : ils achètent aux producteurs des pièces de céramique vierges, qu'ils décorent chez eux et qu'ils vendent à des clients privés.
Les atouts
- Recherche de la meilleure qualité

Une propriété a été acquise à Houdan pour y extraire la terre destinée aux cazettes.
- Engagent les meilleurs spécialistes et en apprennent les secrets

Un à-côté de cet effort est un brassage cosmopolite vraisemblablement stimulant.
- Passer outre aux règles

Dès ses débuts l'entreprise choisit le décor aux barbeaux, de pensées ou de roses.
- Patronage

Le patronage royal permet à l'entreprise de créer des porcelaines colorées et dorées, brisant le monopole de Sèvres. Mme Guérhard, très diplomatiquement, envoie un ouvrier enfourneur à Sèvres pour y modifier le nouveau four
- Relâchement des règles après la Révolution

En 1791 les guildes sont abrogées, ce qui relâche les régulations sur le commerce de luxe dans Paris.
- Techniques nouvelles
- Image de marque

Dihl et Guérhard acquièrent une réputation d'innovateurs pour les nouvelles techniques ; et ils se présentent avec le langage de science, d'industrie, et des arts encouragés par le gouvernement révolutionnaire avec des expositions publiques comme l'« Exposition publique des produits de l'industrie française » au Champ-de-Mars à Paris en 1798.
La statuette en biscuit Femme assise avec Hercule enfant est signée « M[anufactu]re de Mr Le Duc d'angoulême à Paris » et date donc de la période 1782-1789. Elle fait partie des collections du Metropolitan Museum of Art à New York), par un legs de Frank A. Munsey en 1927.

Femme assise avec Hercule enfant, 1782/1789. Metropolitan Museum of Art
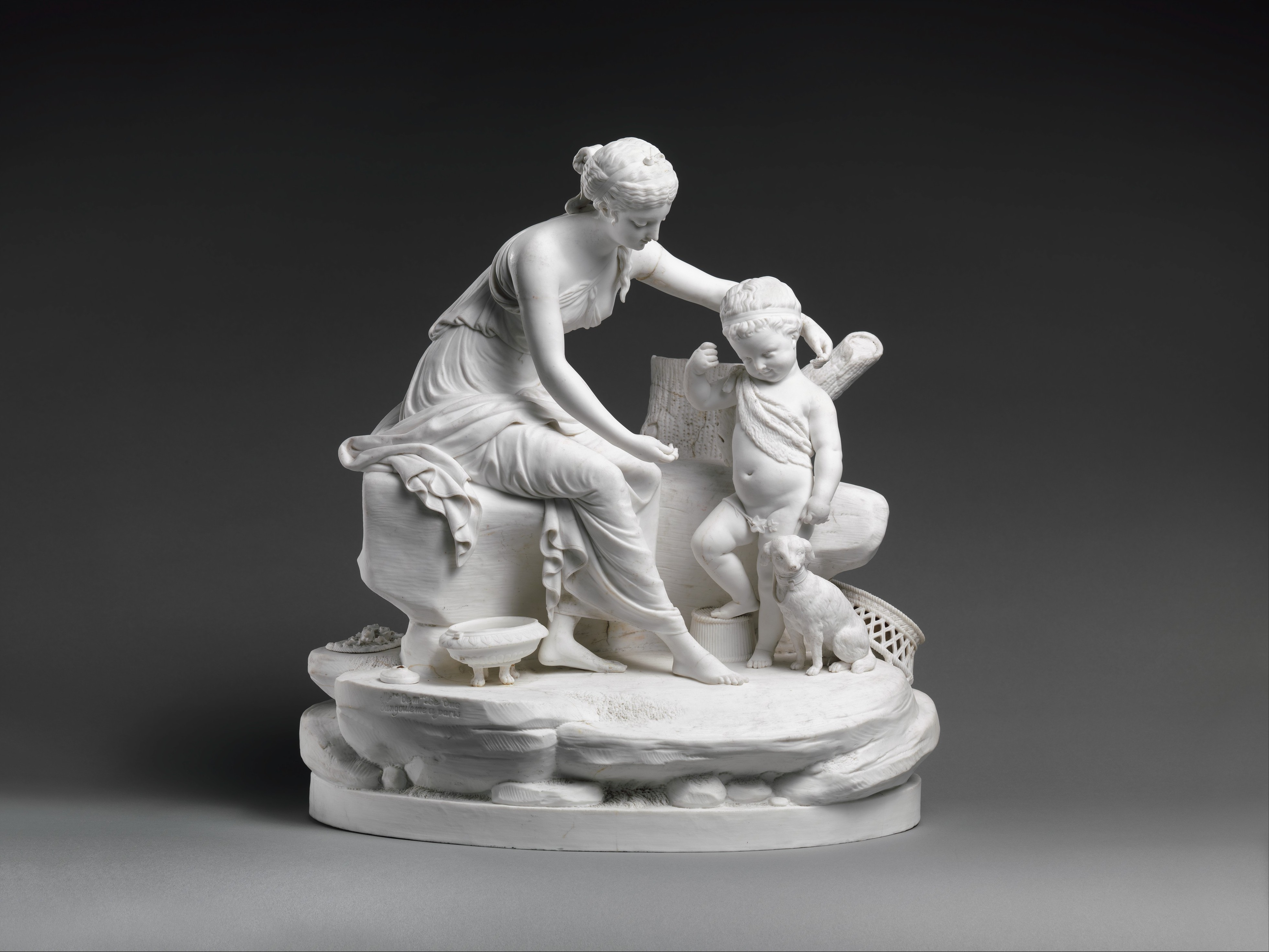
Vue de face
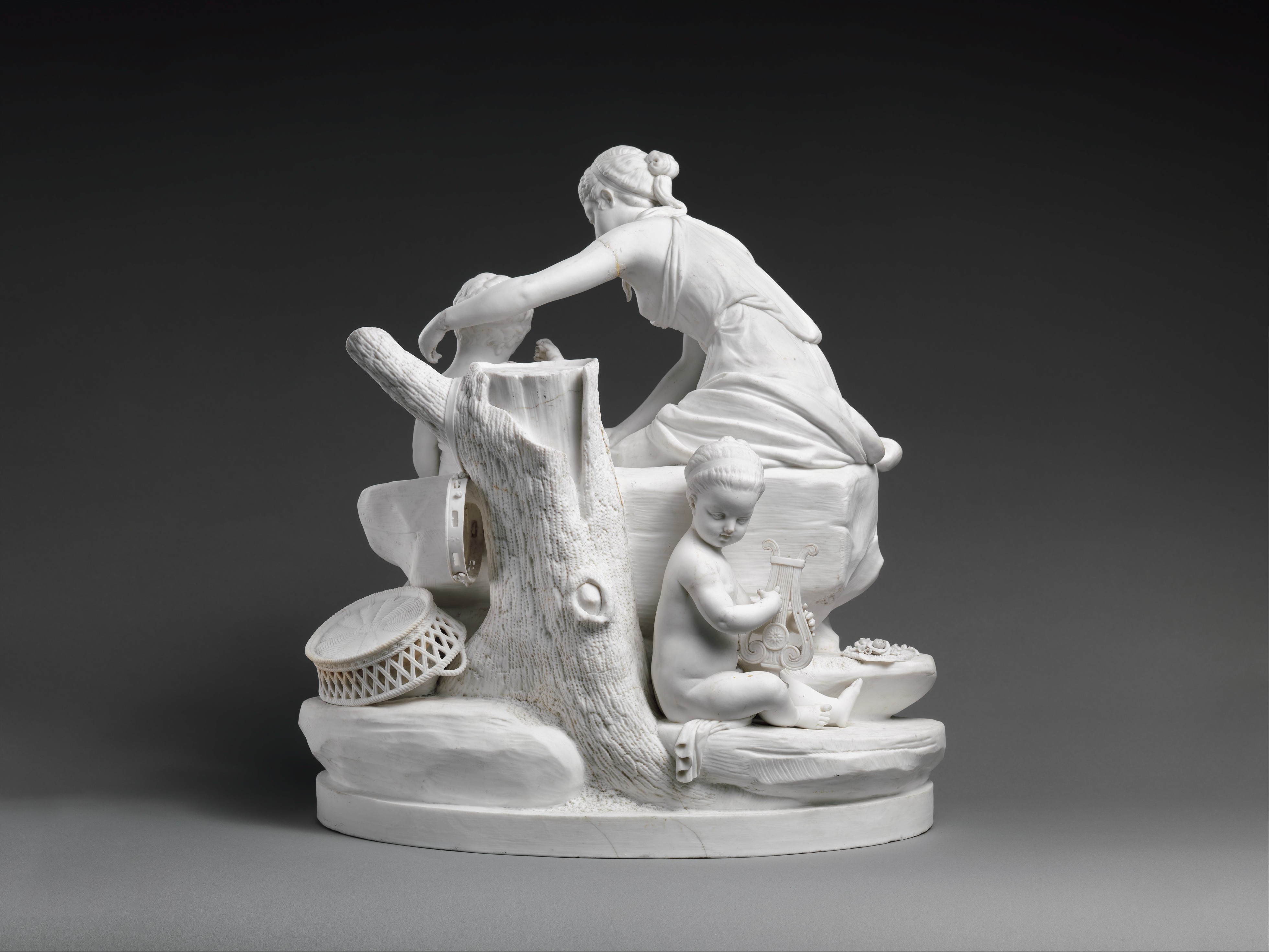
Vue de derrière
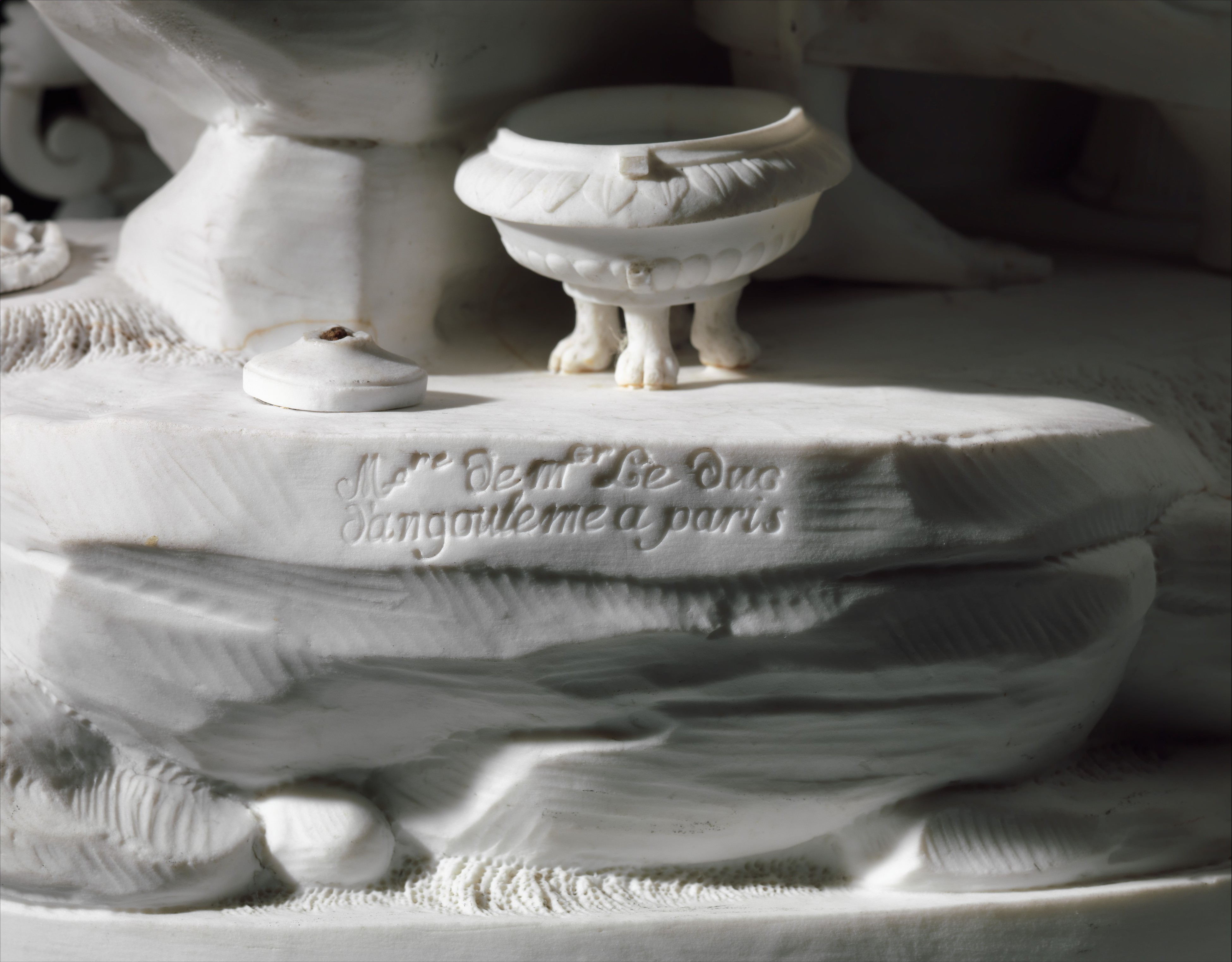
Détail de la marque
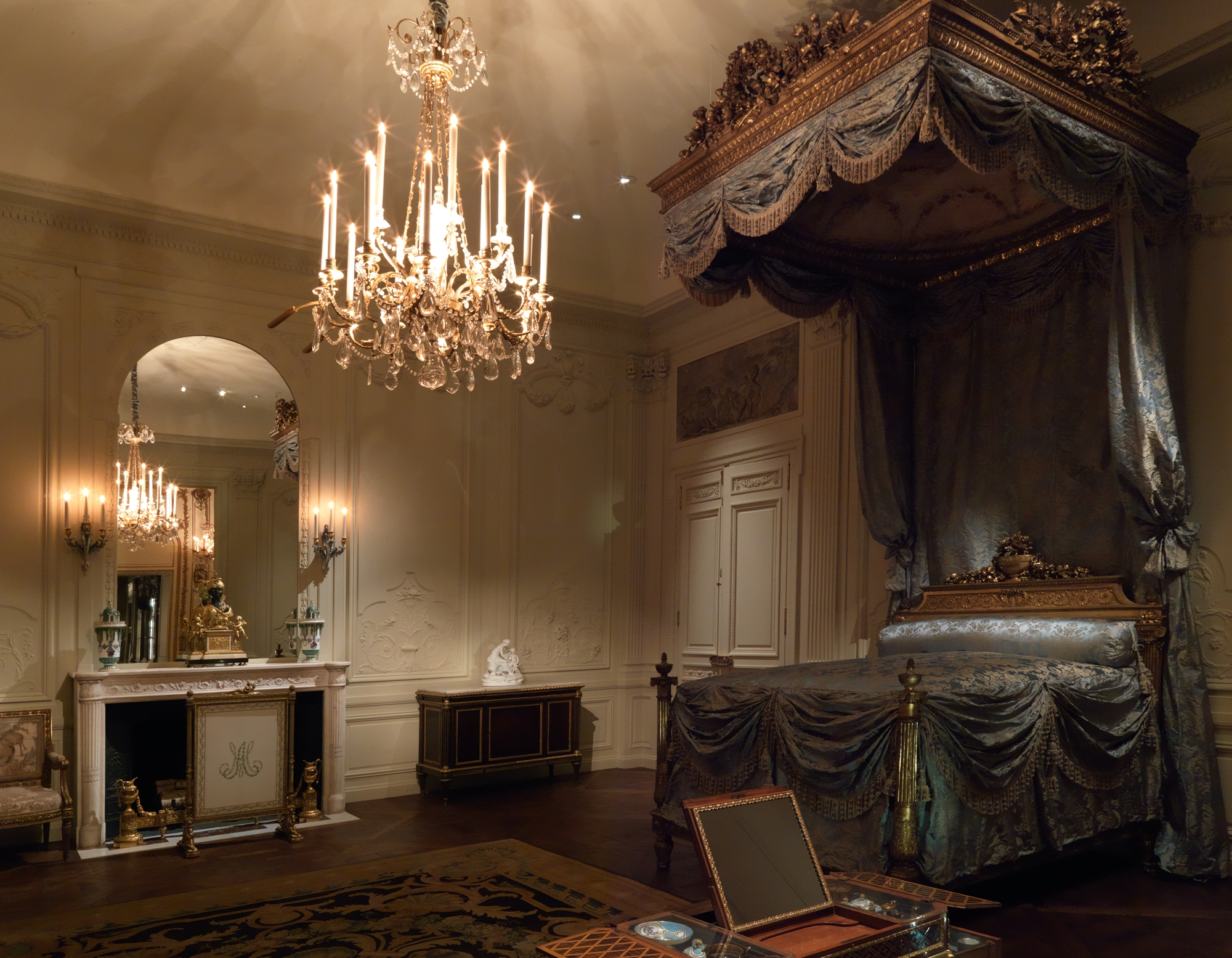
Salle in situ du Metropolitan Museum of Art où se trouve la statuette

Service à thé de voyage, création Dilh & Guérhard, vers 1788. Metropolitan Museum of Art
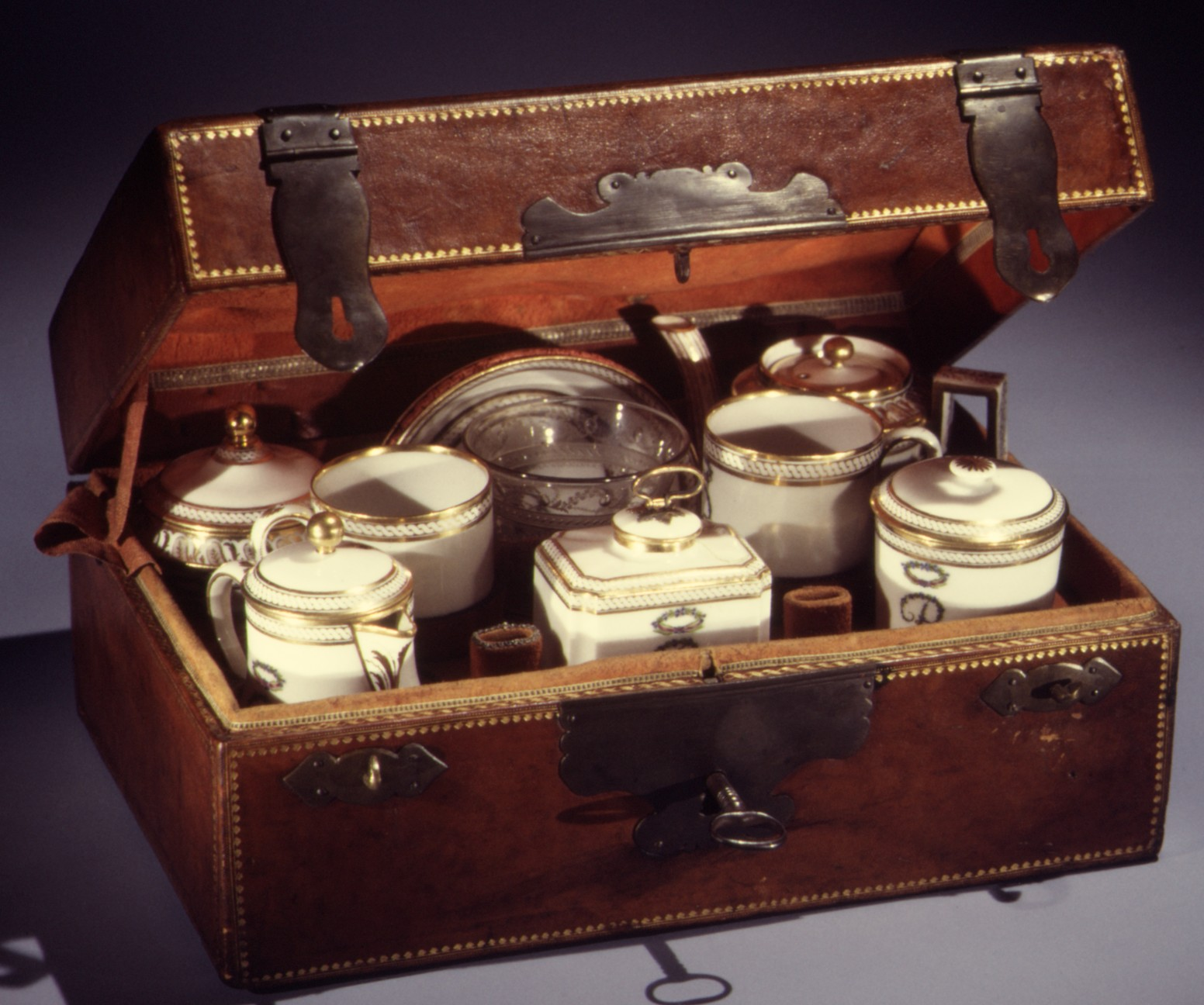
Service dans sa boite
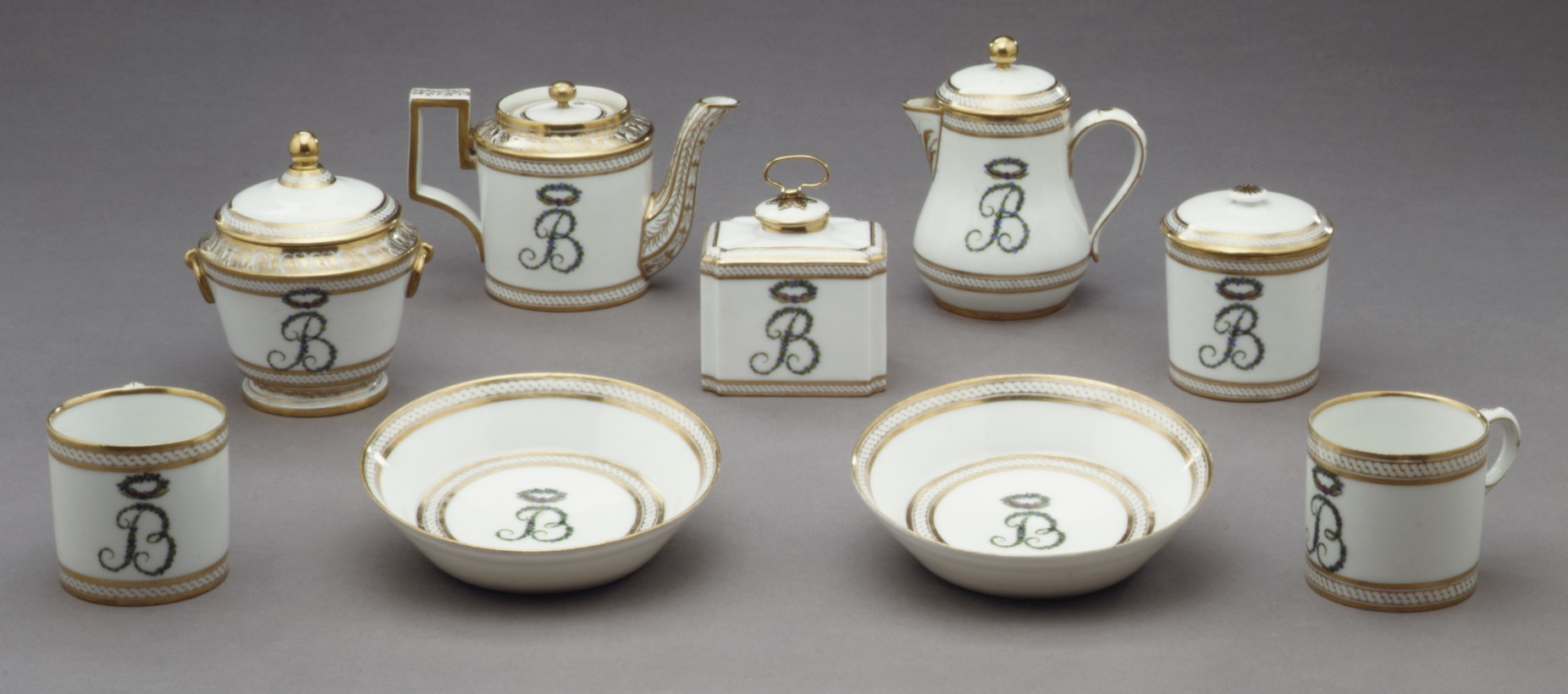
Service déployé
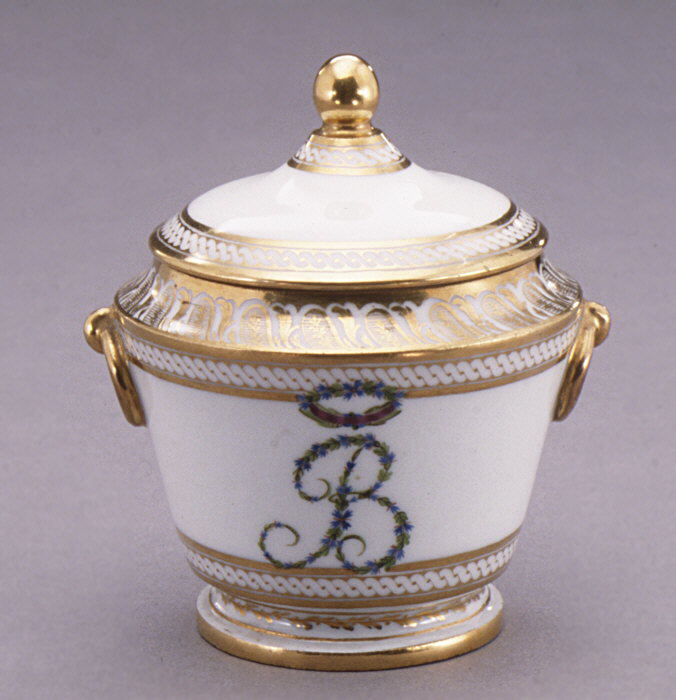
Sucrier
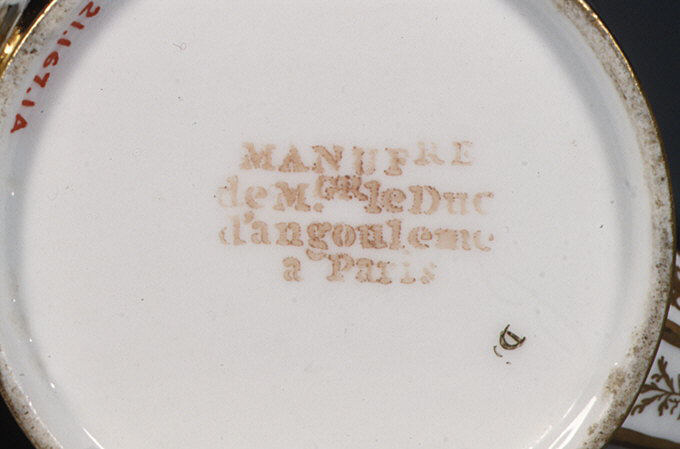
Théière : marque « MANUFRE de M.gr le Duc d'angouleme à Paris »

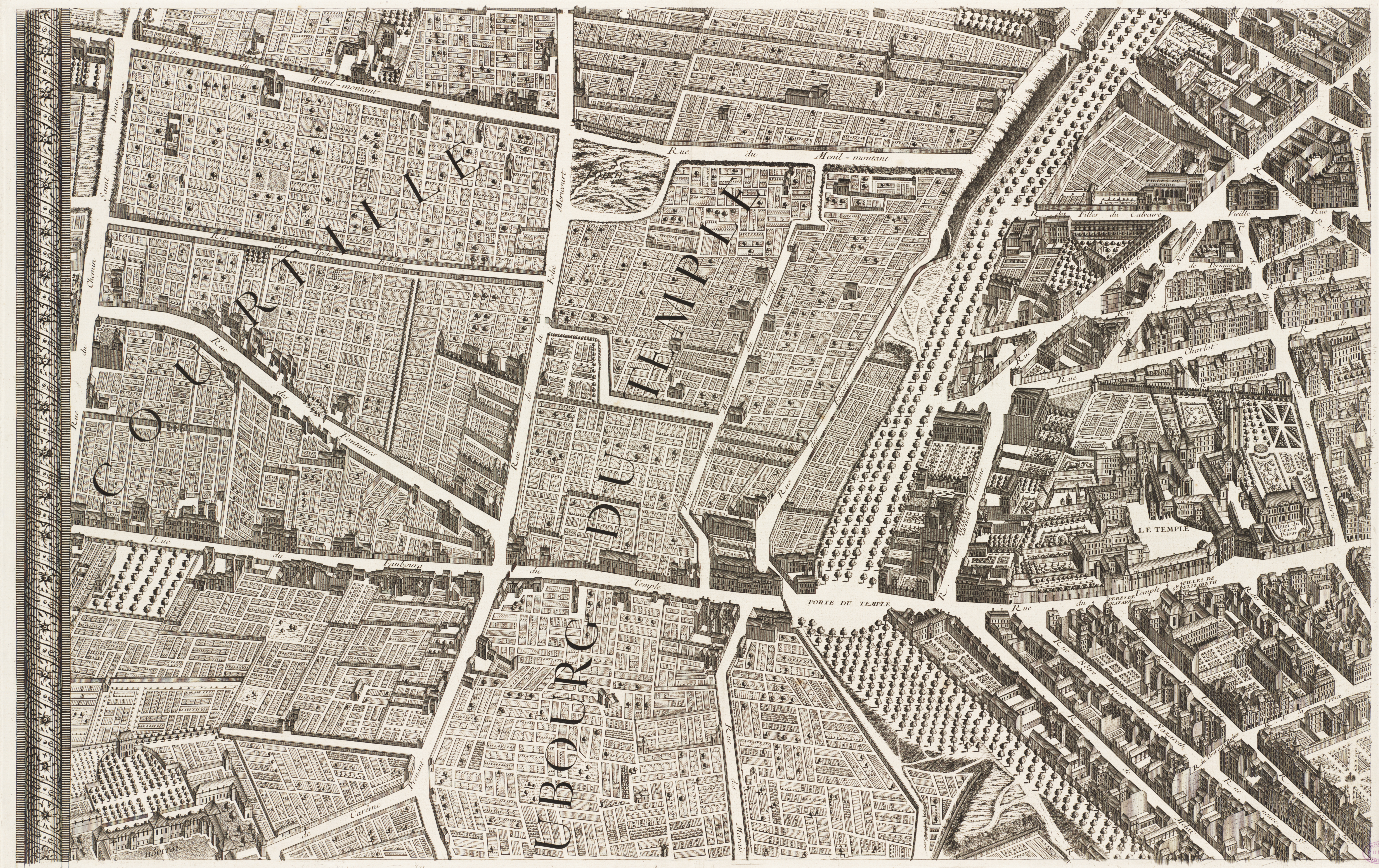
Plan de Turgot (années 1730), le nord de Paris. rue du Temple, rue Meslay

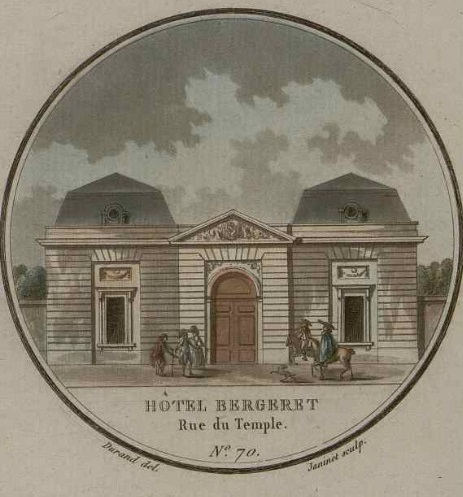
Hôtel Bergeret
no 137, rue du Temple. Par Jean-Francois Janinet

#### L'expansion, l'hôtel Bergeret rue du Temple
La manufacture achète le 7 mars 1789 l'hôtel Bergeret, à l'extrémité nord de la rue du Temple, pour 330 000 livres. C'est un des plus beaux et des plus riches immeubles du quartier.
Les bouleversements politiques à partir de 1789 secouent fortement Sèvres ; mais Dihl et Guérhard réussissent à s'en servir pour accroître leur réussite. Contrairement aux petites entreprises parisiennes et aux décorateurs "en chambre" (travaillant chez eux), Dihl et Guéhard établissent un marché d'exportation pour des bases clés (key consumer bases) en Russie et en Angleterre. En 1789 la fabrique signe un accord sur six ans avec John et Joseph Flight, entrepreneurs anglais et propriétaires de la fabrique de porcelaine de Worcester : les Flight acceptent d'acheter 50 000 livres de marchandise par an pour la vendre à leur dépôt nouvellement acquis dans Coventry Street.
En 1793 l'entreprise embauche en une seule fois une cinquantaine d'ouvriers après la confiscation de la faïencerie de Niderviller et l'exécution de son propriétaire le comte de Custine. Dihl et Guérhard compte alors 200 à 250 ouvriers ; selon Guillebon, « certains avancent même le chiffre de 500 ». Cette arrivée en nombre de céramistes qualifiés est pour une bonne part dans l'accroissement de la masse et de la qualité de la production de l'entreprise dans les années 1790. Lemire, longtemps directeur artistique à Niderviller avant d'arriveer chez Dihl, a vraisemblablement joué un rôle important dans cette embauche massive.
De plus — signe d'une influence internationale considérable de la part de la manufacture —, en 1796 Dihl obtient du gouvernement la permission de faire venir neuf membres de sa famille depuis Lammsheim, pourtant alors sous domination autrichienne. Ces neuf personnes vont travailler à Houdan, où l'entreprise a acheté une propriété pour y extraire la terre destinée aux cazettes.
En 1800, Alexandre Brongniart, qui vient d'être nommé directeur de la manufacture de Sèvres, lance avec Christophe Erasmus Dihl des séries importantes de couleurs fusibles.
Vers 1801 Dihl commence à produire des panneaux de verre peints, installés dans une galerie de l'hôtel Bergeret. Ils sont fort admirés par les rares personnes admises à visiter l'hôtel, comme le prince de Clary en 1810.
Lors de la première exposition des produits de l'industrie en 1797 (an 6), Dihl et Guérhard est le seul producteur de porcelaine à être récompensé, bien que Sèvres y ait aussi exposé des pièces ; préciser cependant que le jury n'admet pas dans le concours « les fabriques nationales de Versailles et de Sèvres, attendu que les encouragements qu'elles reçoivent du gouvernement leur donnent des moyens qu'il est difficile à des particuliers de réunir : il s'est borné à rendre une justice méritée aux superbes et nombreux produits qu'elles ont présentés à l'exposition ».
En 1806, Dihl présente à la grande exposition des produits de l'industrie de l'Empire divers tableaux dont « un effet clair de lune » qui est qualifié de « magique ». L'entreprise y gagne une médaille d'or, attribuée « en particulier pour ses succès dans la préparation des couleurs sont il a soin de n'en confier l'emploi qu'à des artistes d'un mérite distingué ».
Dihl l'a pratiquée avec bonheur pour des décors entiers sur fond blanc ou coloré comme ce vase couvert à fond nankin décoré d'une fillette distribuant du grain aux oiseaux.
En 1807, Dihl a 30 à 40 ouvriers, ; la production annuelle est de l'ordre du million de francs, dont 300 000 à 400 000 francs à l'exportation. Mais le carnet de commandes de la compagnie inclut aussi 800 000 francs de marchandises invendues commandées par l'Angleterre et la Russie, qui ne peuvent pas être livrées à cause de la situation politique.
Madame Dihl ne resta pas sans réaction et donna son avis à Costaz lorsque celui-ci, en 1806, au nom du Bureau des arts et manufactures, présenta un rapport au ministre de l'Intérieur.
Dihl obtint facilement un prêt de 50 000 francs le 26 avril 1809, renouvelé jusqu'en 1812.
Parmi les emprunteurs, madame Dihl, qui avait demandé un prêt de 150 000 francs, s'éleva avec vigueur contre ces mesures draconiennes. Sur un rapport favorable du préfet Frochot, qui avait constaté dans ses magasins l'existence de [manque de texte].
Dihl, en même temps que sa palette de couleurs, présente des tableaux d'une grande richesse de coloris, peints avec ses couleurs par Sauvage et Le Guay, peut-être même son propre portrait exécuté cette même année par Le Guay,.

#### Notoriété et clients célèbres
Dihl et Guérhard se présente comme innovateur de techniques nouvelles, utilisant un langage qui parle de science, d'industrie et d'arts tel qu'encouragé par le gouvernement révolutionnaure avec des expositions publiques, notamment l'Exposition des produits de l'industrie française en 1798. En 1787, un contemporain estime que la manufacture de Dihl et Guérhard égale à quelque chose près celle de Sèvres. Des visiteurs illustres s'y succèdent. Selon un mémoire de l'an 5 (1796-1797), la manufacture « a pris un tel essort (sic) qu'elle est devenue l'émule de celle [de Sèvres] ». Des pièces de chez Dihl se retrouvent dans les collections d'amateurs éclairés comme Charles IV d'Espagne et l'écrivain et collectionneur William Beckford.
En 1795-1800, peut-être en 1797–1798, la manufacture atteint le sommet de sa renommée et éclipse la manufacture de Sèvres dans la taille des pièces, leur qualité et l'accessibilié financière de ses productions. Elle est considérée comme l'un des meilleurs producteurs de porcelaine à pâte dure en Europe. Quelques-uns de ses admirateurs célèbres :
Baronne d'Oberkirch et duchesse de Bourbon
La baronne Henriette Louise d'Oberkirch accompagne en 1786 la duchesse Bathilde de Bourbon et remarque des vases et des services magnifiques.
Gouverneur Morris, États-Unis d'Amérique
Le gouverneur Morris, représentant des États-Unis à Paris, achète à partir de 1789 des porcelaines pour George Washington, notant dans son journal : « nous trouvons que la porcelaine ici est plus élégante et meilleur marché que celle de Sèvres ».
Espagne
Charles Jean Marie Alquier, nouvellement nommé ambassadeur de France en Espagne, écrit le 10 mai 1800 à Talleyrand, ministre des Affaires étrangères, pour demander que des cadeaux diplomatiques alternatifs soient envoyés à l'Espagne : « La Reine a déjà beaucoup de porcelaine de Sèvres, les formes en sont vieilles et lui déplaisent ; ne pensez-vous pas qu'il serait possible de lui avoir quelque chose de la manufacture du Temple qui serait plus moderne et de goût plus pur ? ».
Napoléon et son entourage
Lorsque Napoléon décide de faire un cadeau à Charles IV d'Espagne en 1804, il s'adresse non à Sèvres mais à Dihl et Guérhard et offre au roi d'Espagne une table en bronze doré ornée de plaques peintes par Le Guay et Sauvage. La Cour d'Espagne reçoit également en 1804 une très grande paire de vases fuseau à fond écaille d'une forme et taille similaires à celle du Metropolitan museum, aujourd'hui conservés au Palais Royal de Madrid, ainsi décrits dans une facture de la veuve du marchand Godon en 1804 : « Une paire de vases en porcelaine d'environ quatre pieds français de haut, fond au grand feu, ornements dorés, peints par Coste, en paysage colorié, placés sur de très hauts piédestaux en racine d'orme ornés de riches bronze dorés mat, 32 000 francs »,.
Prince de Clary
Le prince de Clary-Aldringen (famille régnante d'Autriche), qui visite la manufacture en 1810, « est ébloui » par la décoration de l'hôtel Bergeret et ses grands panneaux de verre peints qui « produisent un effet surprenant, placés comme fenêtres exposées à la lumière » dans une des galeries de l'hôtel.
Chaussard

Les commentaires du Salon de 1806 par Chaussard sont à ce propos instructifs : 
— P.-J.-B. Chaussard, Le Pausanias français, état des arts en France à l'ouverture du XIXe siècle (Salon de 1806), Paris, impr. Demonville, 1806, sur gallica (lire en ligne), p. 206-207, 431. Cité par Guillebon 1983, p. 185.
En 1811 Joséphine de Beauharnais et le prince Eugène se tournent eux aussi vers Dihl et Guérgard pour les deux services à fond or décorés de tableaux dont la majorité est aujourd'hui conservée au musée de l'Ermitage à Saint-Pétersbourg.
Angleterre
Un très grand vase fuseau à bandeau sur fond or mesurant un mètre de haut, peint par Le Guay d'un « Enlèvement des Sabines » en grisaille, de nos jours au Victoria and Albert Museum de Londres, figurait dans une vente chez Phillips le 15 juin 1816 (lot 553) et aurait peut-être été commandé par le roi George IV d'Angleterre.

#### Déclin et fin
La dissolution de la société est ordonnée par tribunal en 1828. Dihl est nommé liquidateur, mais comme il reste inactif sur le sujet, cette responsabilité lui est retirée en décembre 1829, deux mois avant sa mort le 12 février 1830. Il a 77 ans. Sa femme meurt à son tour à plus de 80 ans le 10 juillet 1831,.

## Techniques et nouveautés
Dihl, modeleur de formation, produit des formes plus originales que celles des autres manufactures. Ses premières formes s'inspirent du style rocaille, puis évoluent vers le style antique.
Travaillant sur les couleurs, Dihl commence avec les travaux du chimiste viennois Zwinger, une excellence dans ce domaine. Par exemple, les fonds jaunes sur la porcelaine ont commencé en Europe probablement par imitation des décors de porcelaine chinoise et japonaise. Mais la version de jaune de Dihl a une intensité qui la distingue de la production de Meissen.
Pour les décors, l'arrêt de 1784 n'autorise que les jetés de fleurs au naturel. Mais l'entreprise passe outre et choisit des décors de barbeaux, de pensées ou de roses. Elle incorpore toutes sortes de décorations florales délicatement reproduites. Les bordures sont richement ornées. Les peintures en grisaille sont très remarquées. Et la fabrique fait ample usage de la dorure.
Les productions des premières années reflètent le goûts dominants à Versailles, principalement des pièces délicates de forme rococo mises au goût du jour avec des décors à motifs néoclassiques. Puis Dihl et Guérhard cherchent à établir un style qui leur est propre dans le contexte de la Révolution, plutôt que d'imiter les productions de Sèvres. Pendant le Directoire (1795–1799), leurs particularités deviennent plus prononcées et la fabrique commence à expérimenter avec les formes nouvelles, les glaçures, les styles, les décorations et les arrangements des décorations. Les pièces deviennent très colorées, la peinture en grisaille est elle aussi développée. Pour ce qui est de l'arrangement des décorations, les pièces de Sèvres typiques montrent l'essentiel de la décoration sur la face avant ; et des poignées séparent cette face du reste de la pièce qui est nettement moins décoré. Dihl et Guérard commencent à produire des pièces très différentes, décorées sur toutes les faces, créant ainsi des scènes panoramiques d'un genre tout à fait nouveau. Un bel exemple en est la paire de vases Mer sous l'orage et Campagne sous l'orage illustré ci-dessous.
Une autre innovation concerne la peinture sur verre. Par exemple, le panneau sur verre de Demarne (musée de Sèvres Museum) est peint sur les deux faces, ce qui capte et diffuse la lumière tout à fait différente et nouvelle et, dans les meilleurs cas, engendre l'illusion de mouvement qui anime les paysages et les sujets.
En résultat, « Paris distingua particulièrement la manufacture de Dihl, elle l'emporte au point de vue de la beauté et de la résistance des couleurs au feu comme aussi du point de vue de la forme sur la manufacture de Sèvres » (Guillebon 1985, p. 133).

## Quelques pièces remarquables
La paire de vases Mer sous l'orage et Campagne sous l'orage (Metropolitan Museum of Art), datée vers 1797/1798, est représentative de l'adaptation des décorations au goût de l'époque (voir section « Techniques et nouveautés » plus haut).
Chaque vase porte un bandeau de vue panoramique en grisaille, peut-être peint par Demarne, sur fond à dominante jaune - une couleur qui est presque une marque de fabrique en soi puisque la manufacture Dihl est la seule à produire un jaune aussi éclatant.

Mer sous l'orage. Paire de vases, c. 1797-1798, Metropolitan Museum of Art, New York
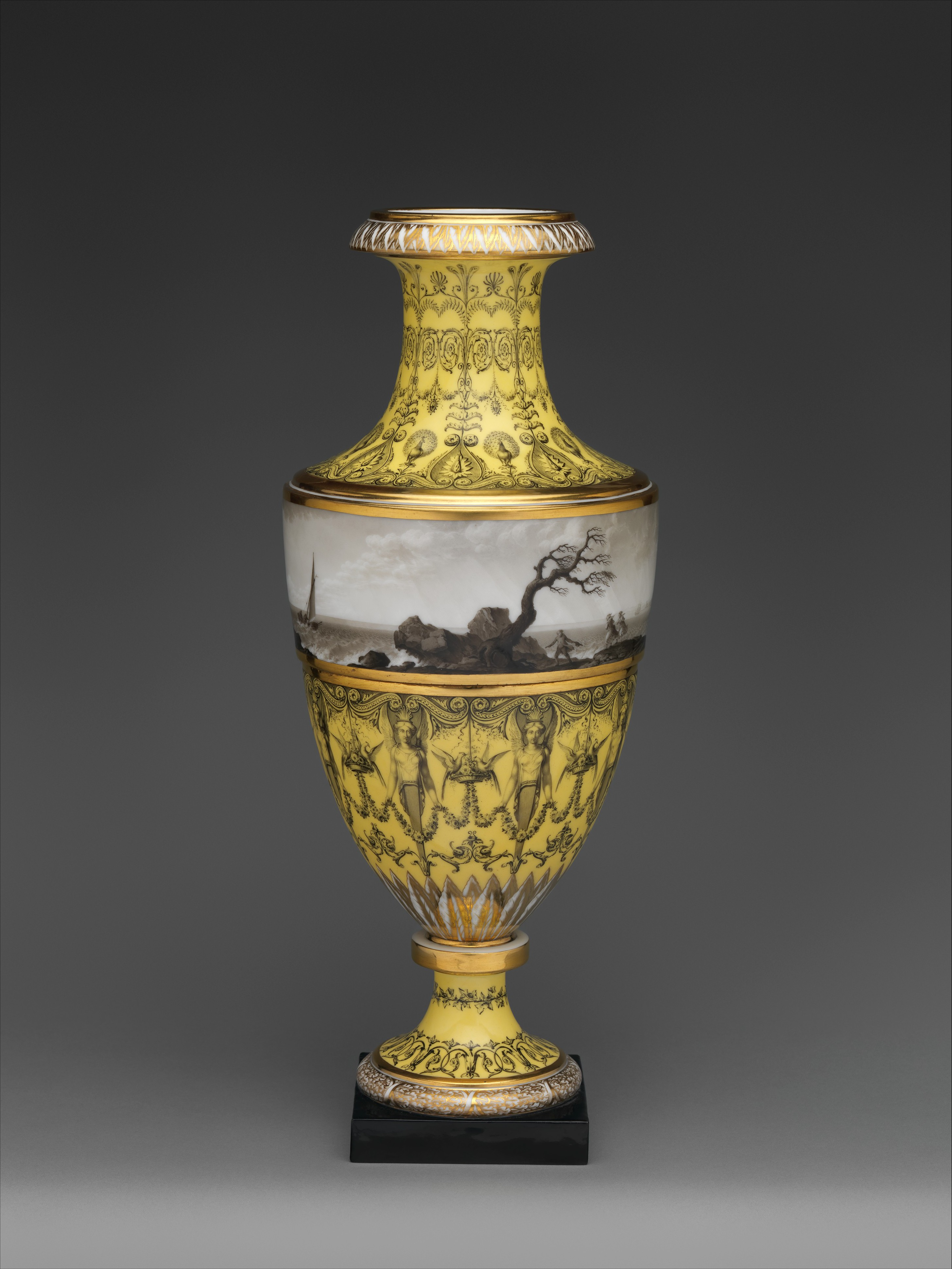
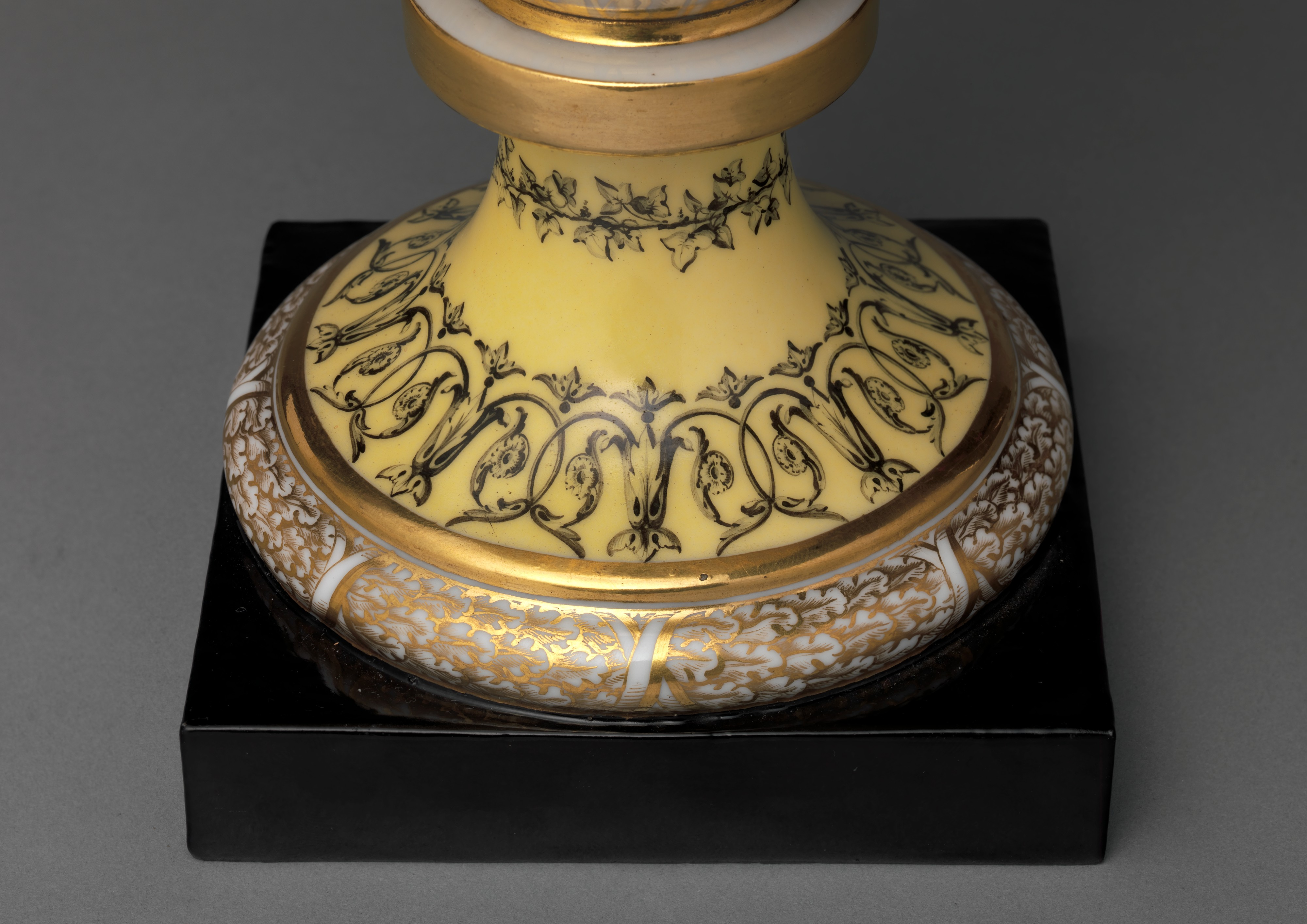
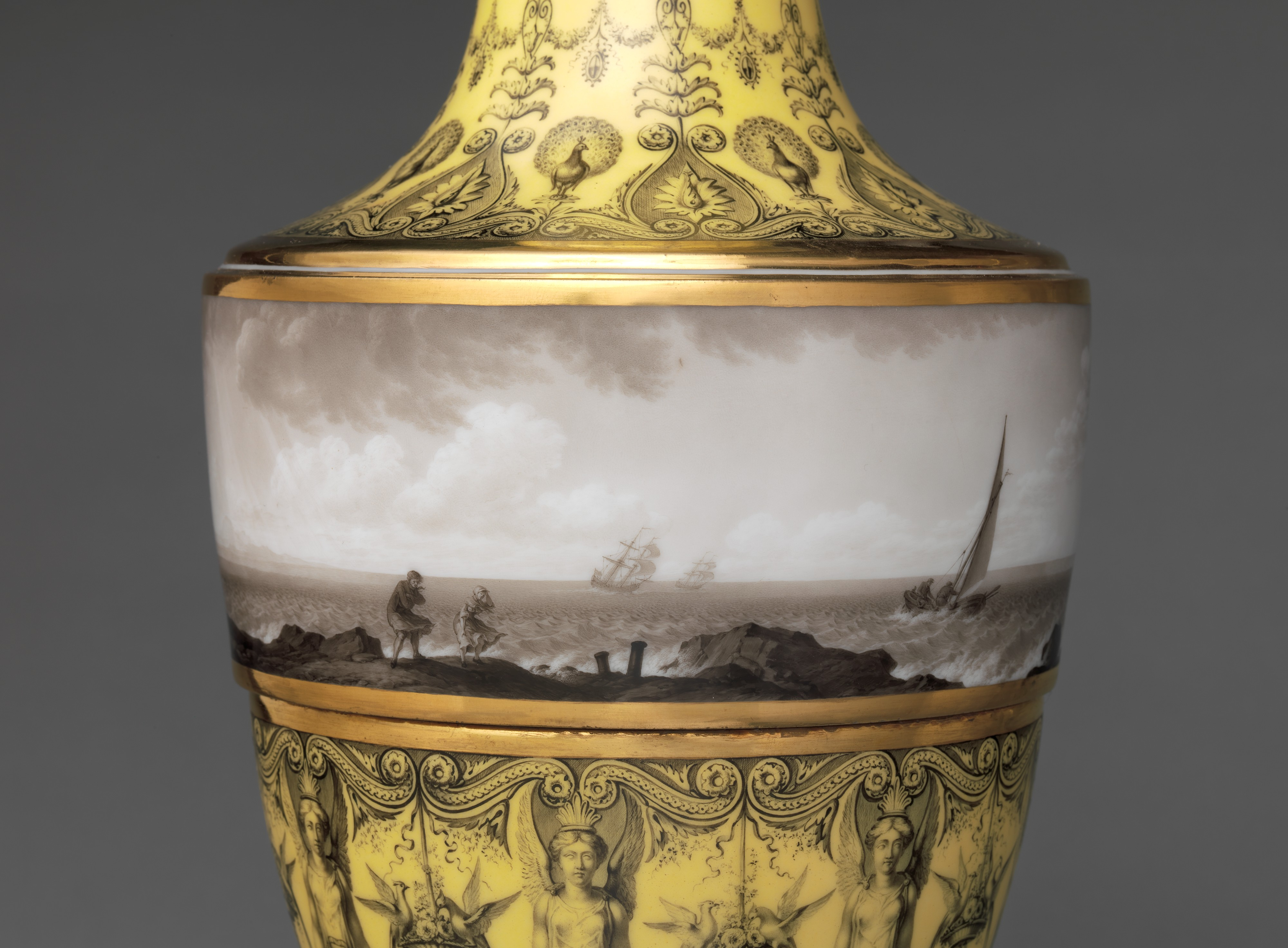
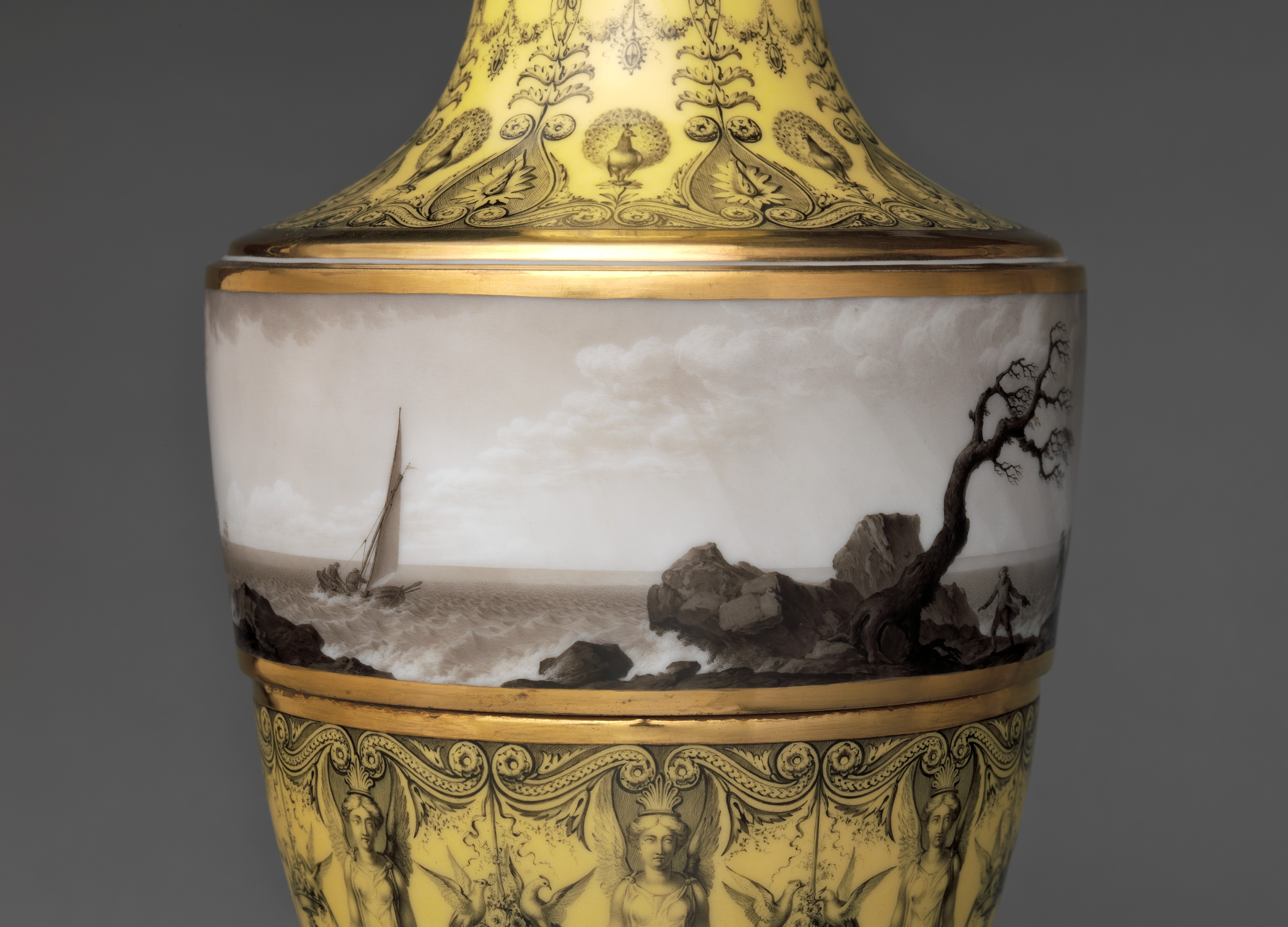
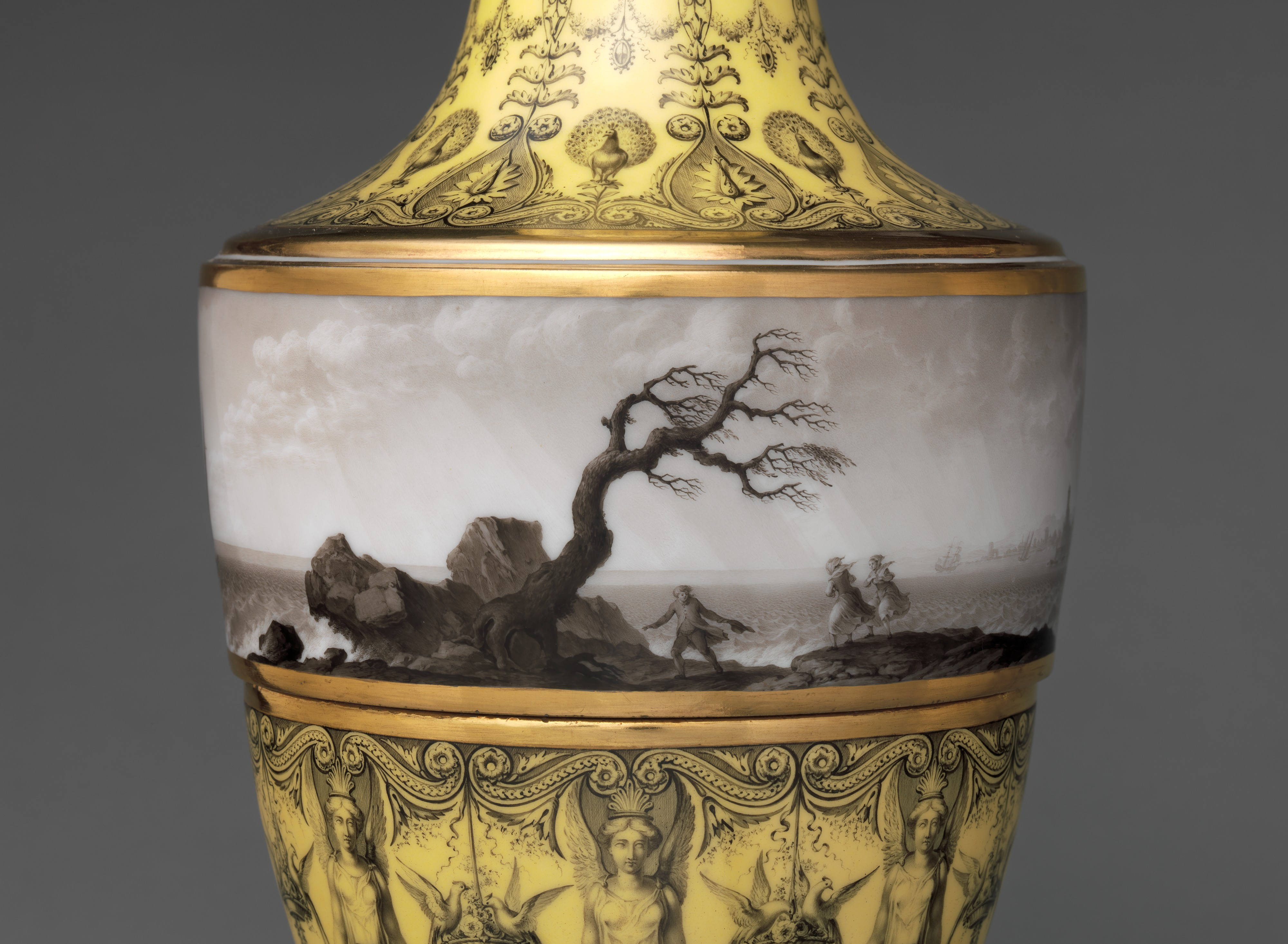
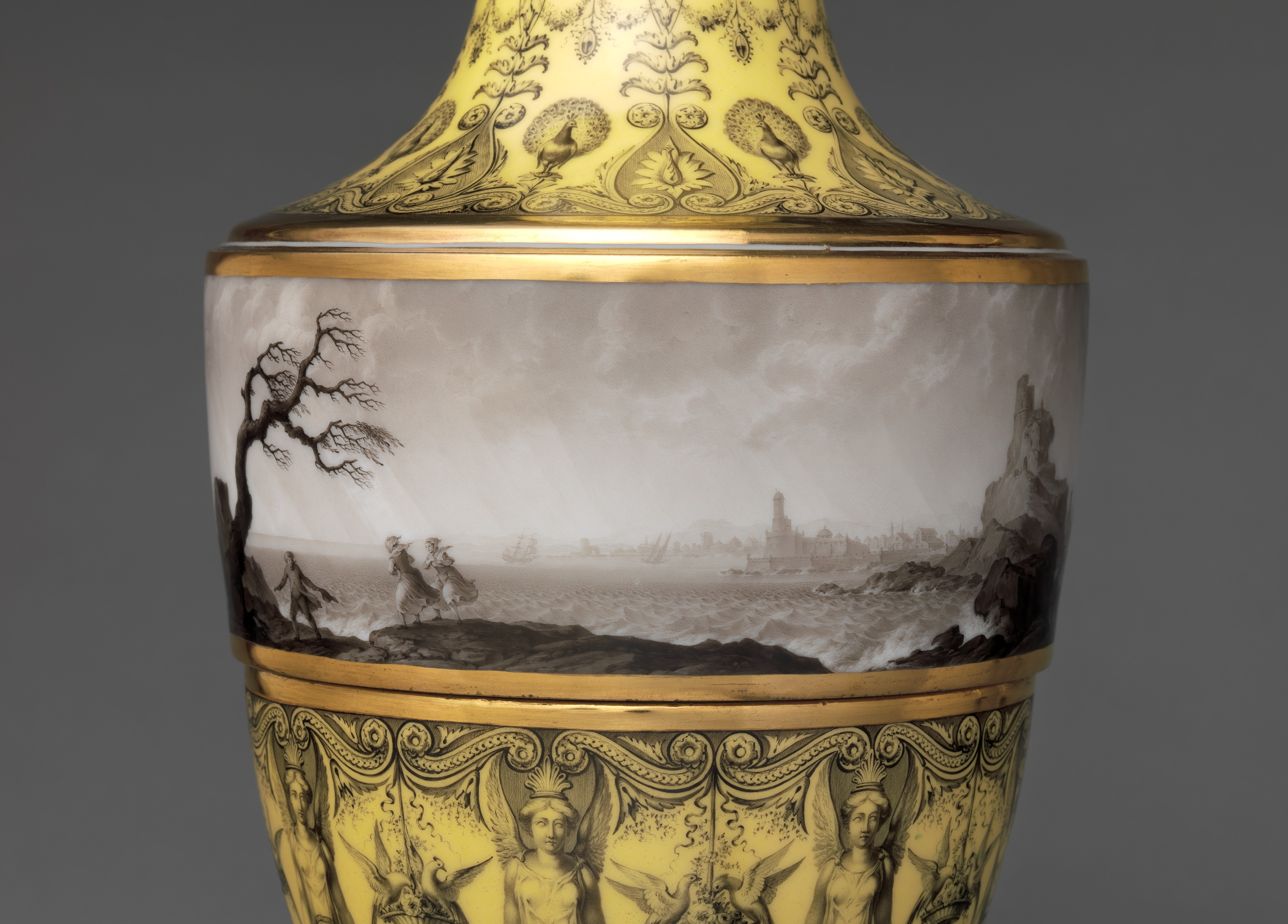
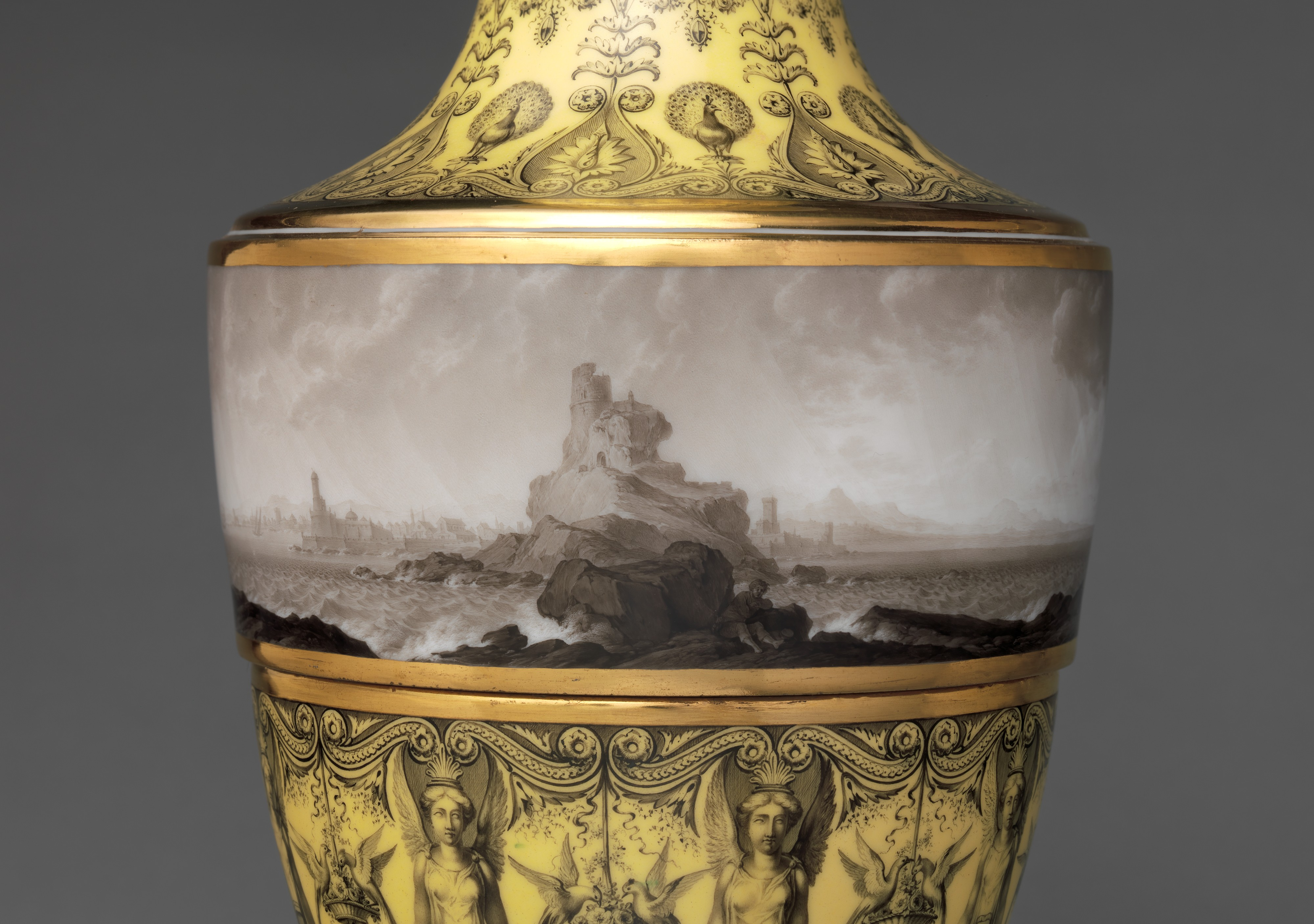

Campagne sous l'orage
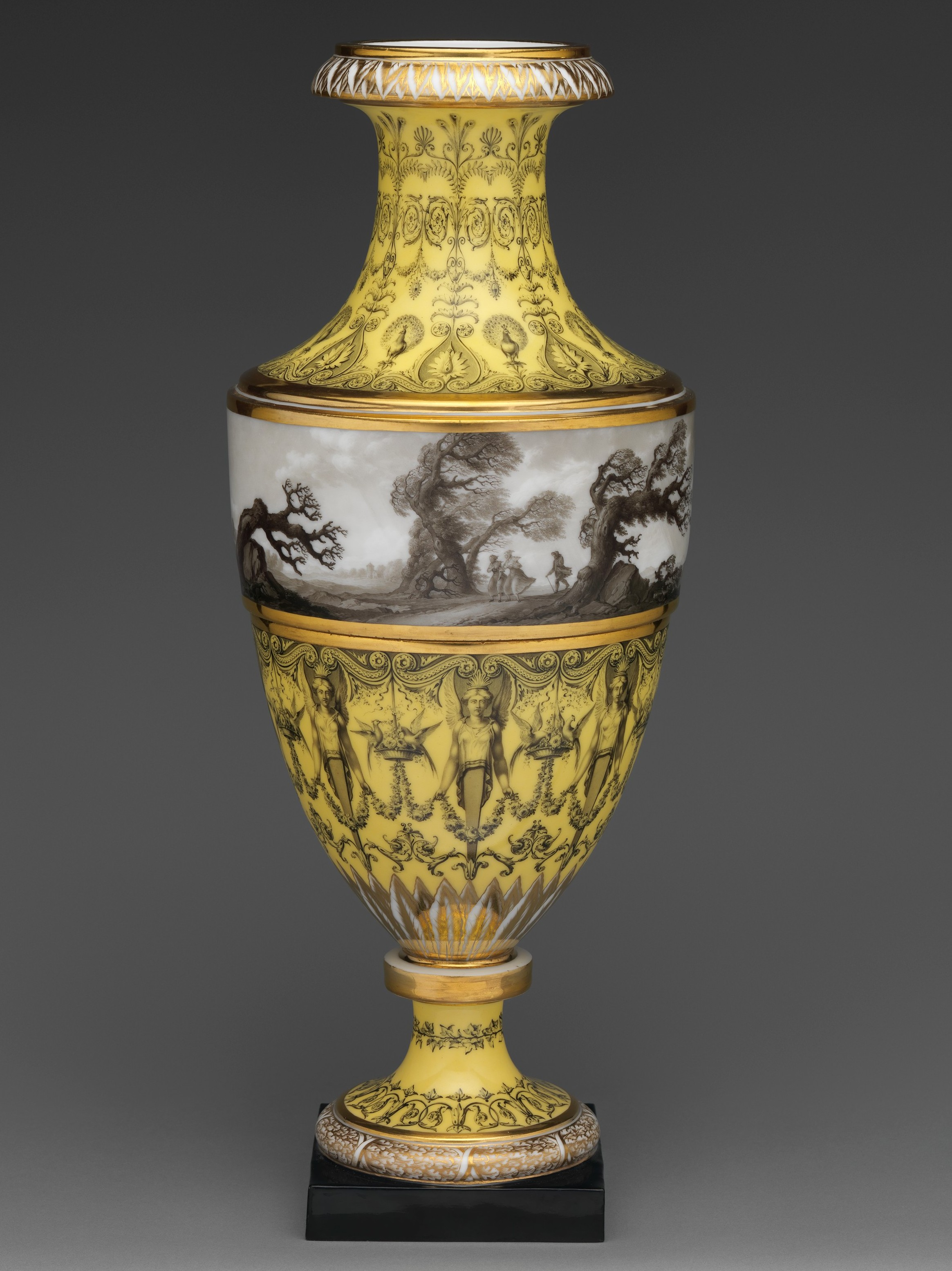
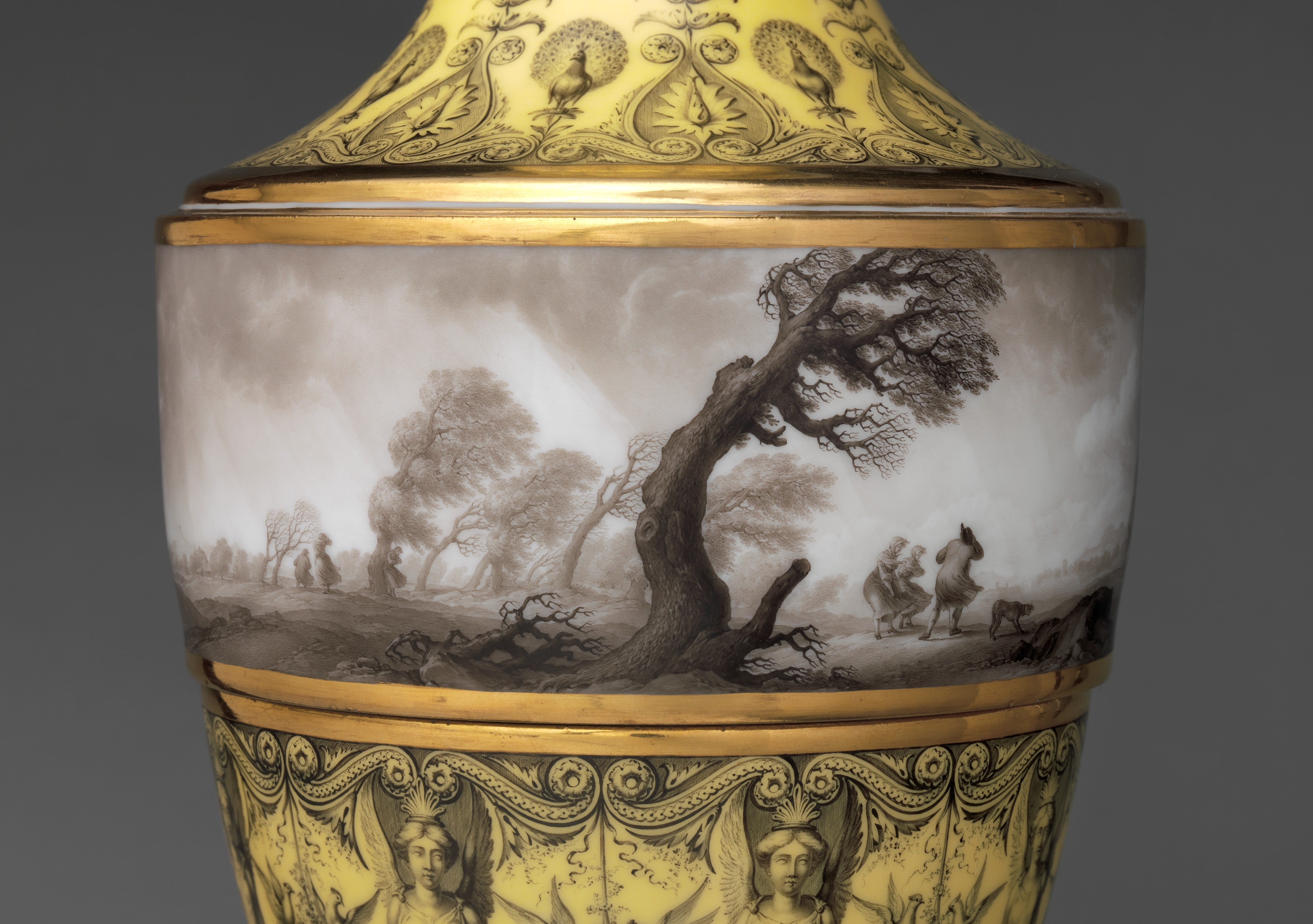
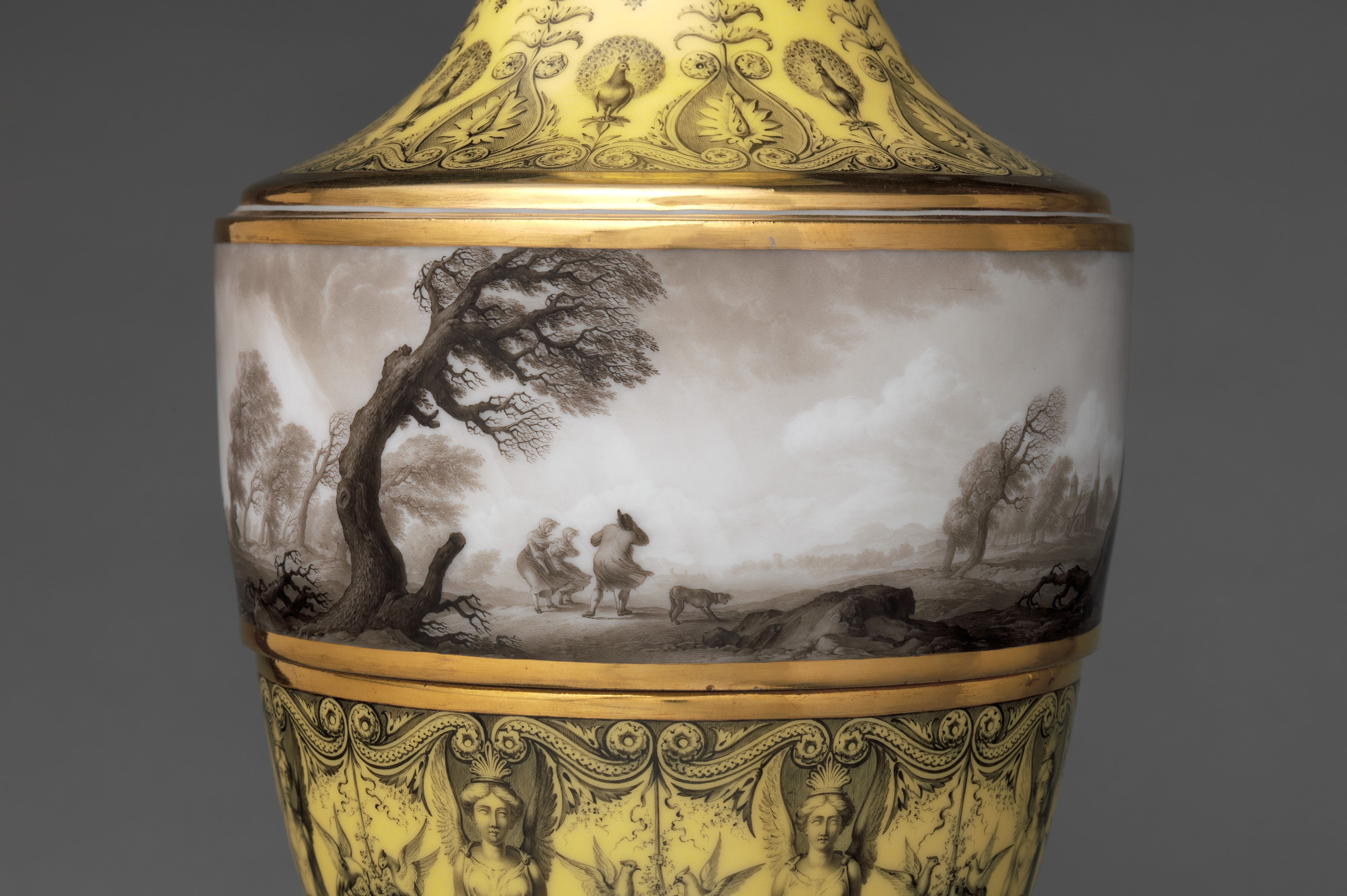
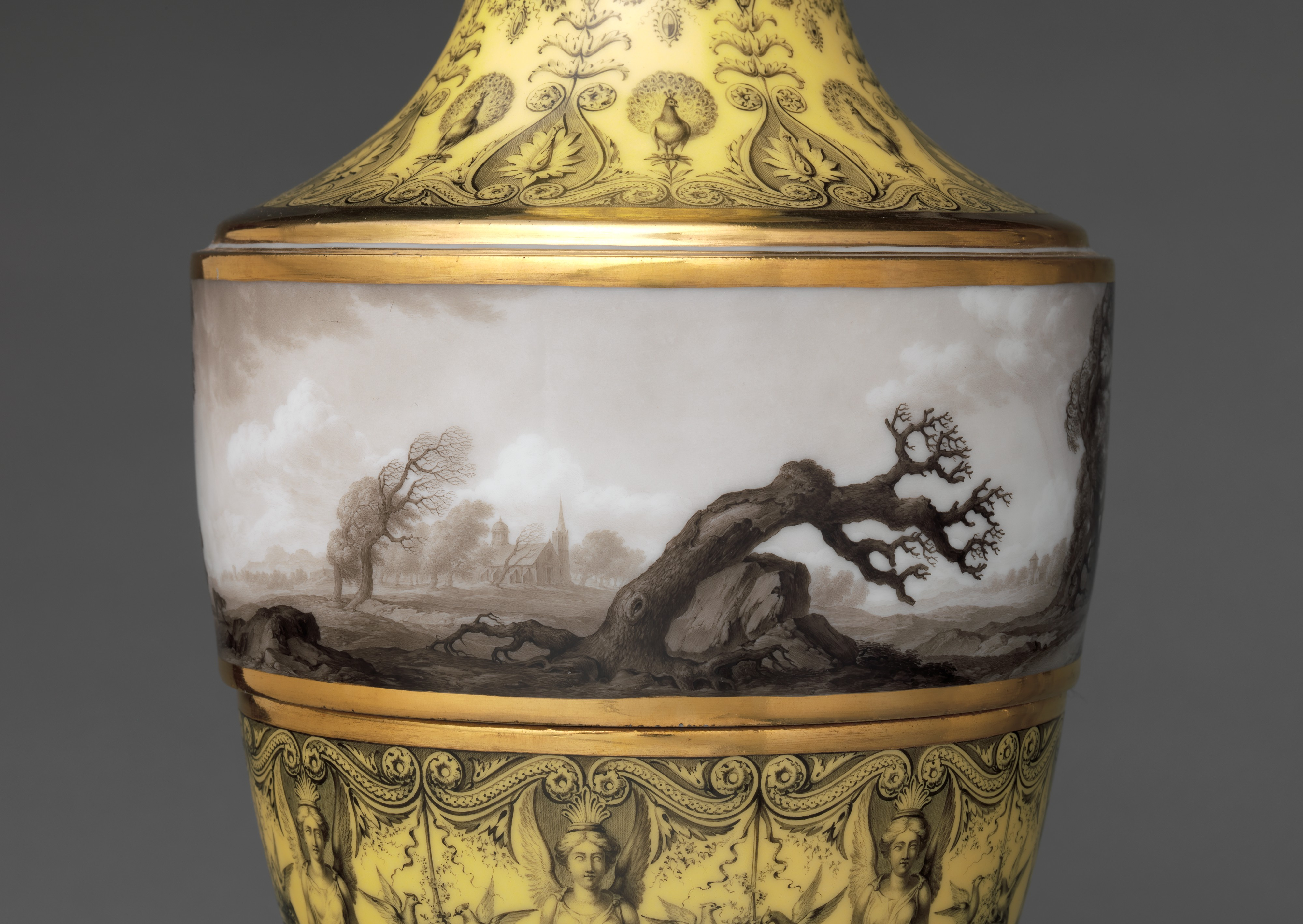
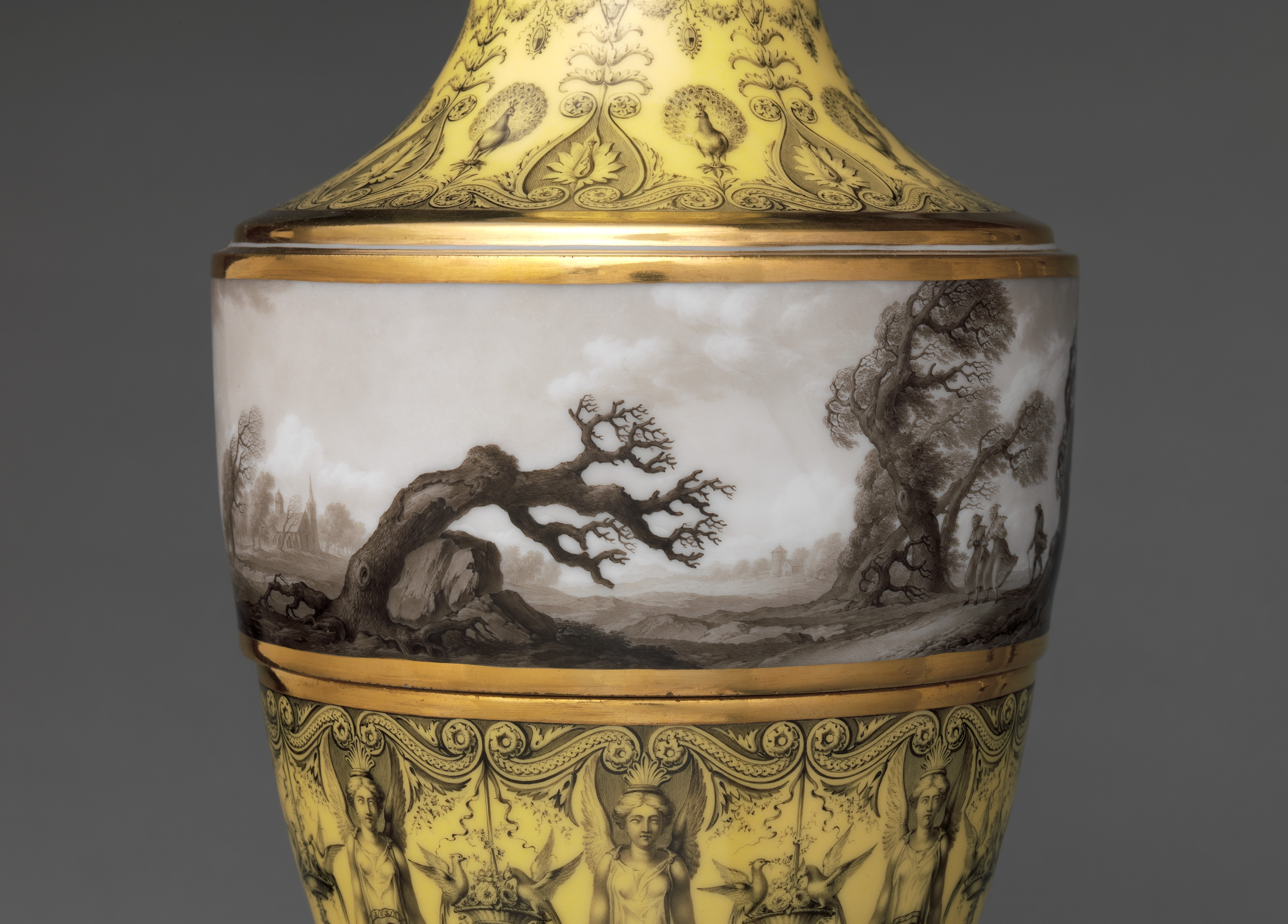
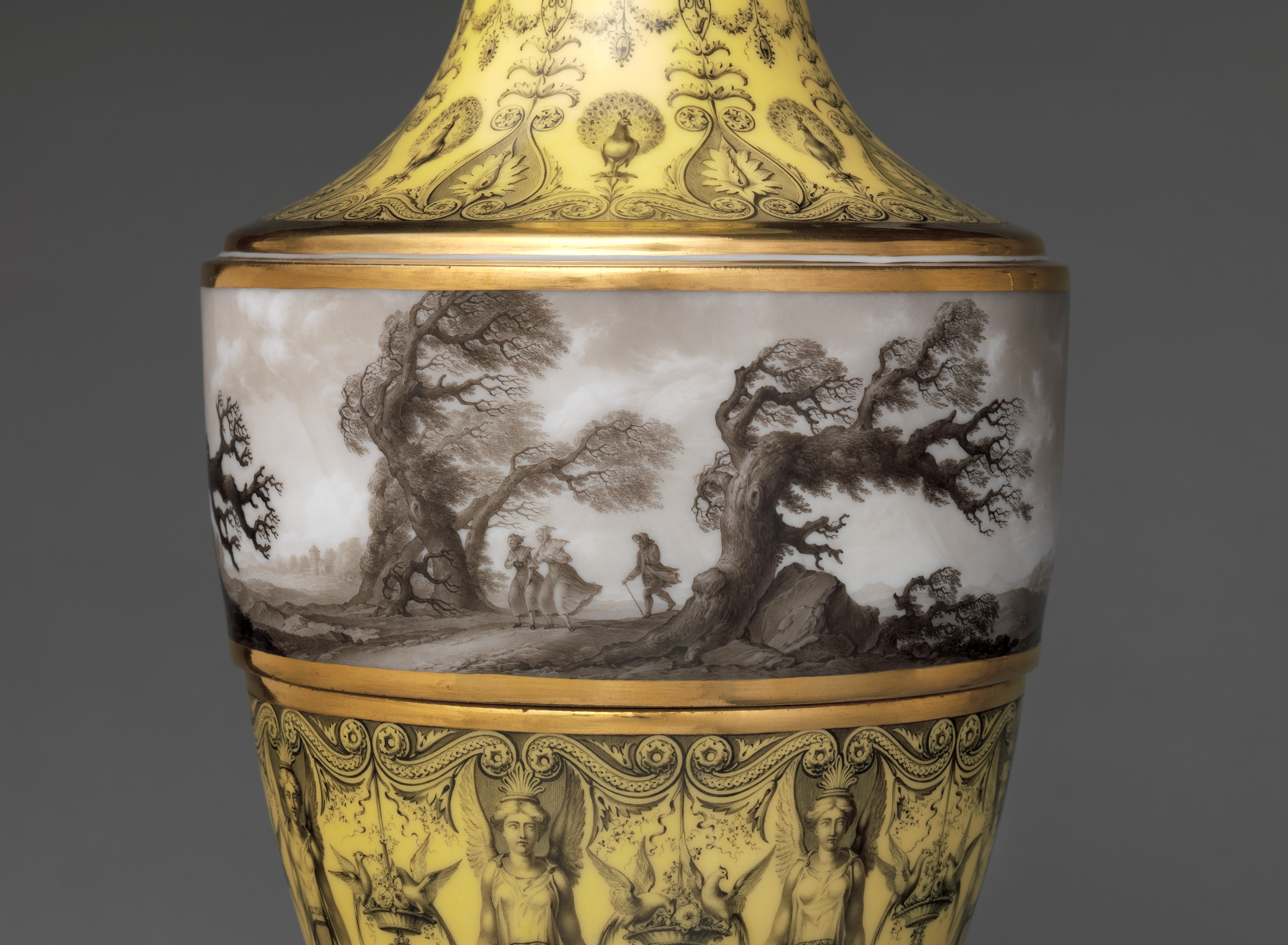
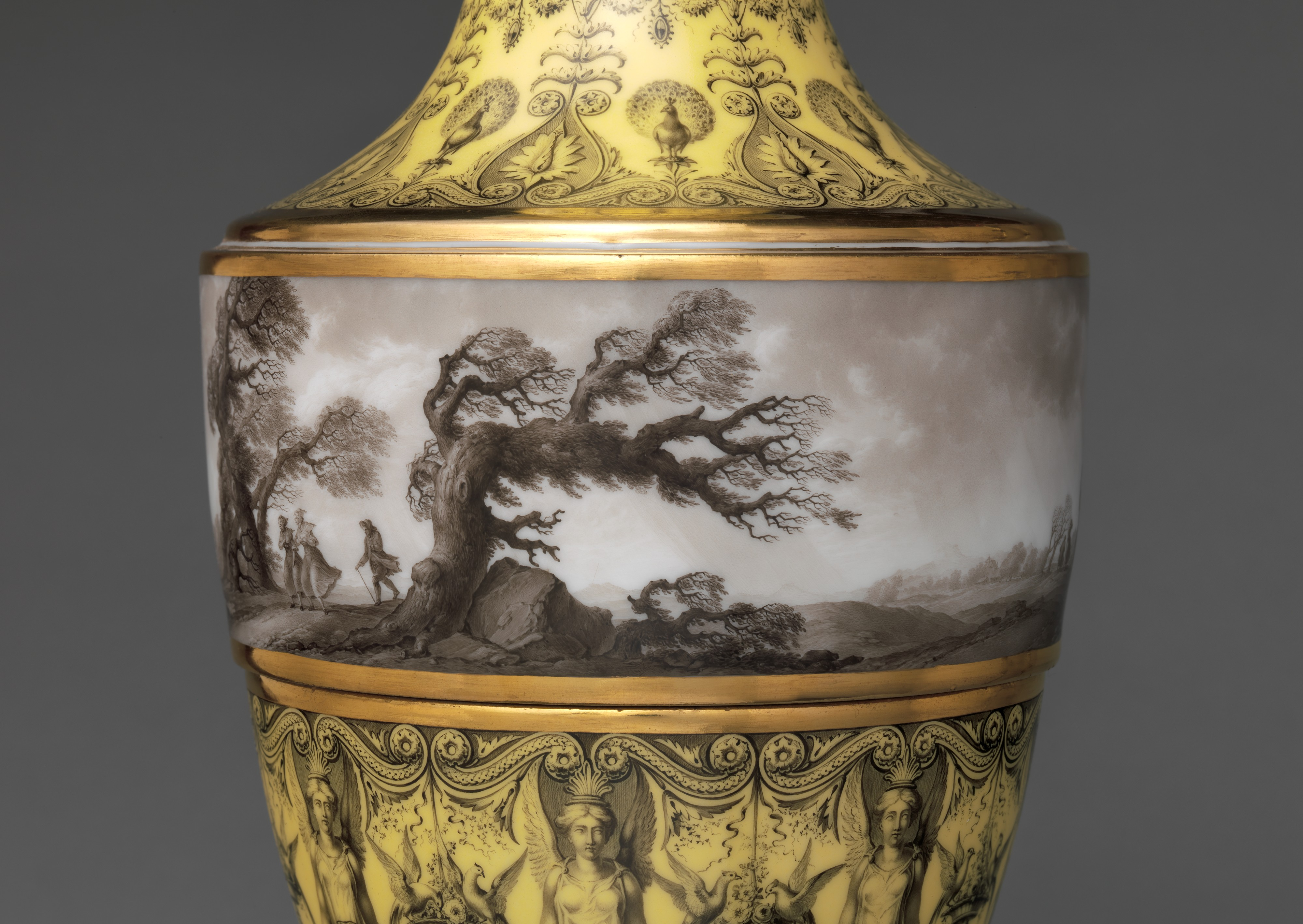
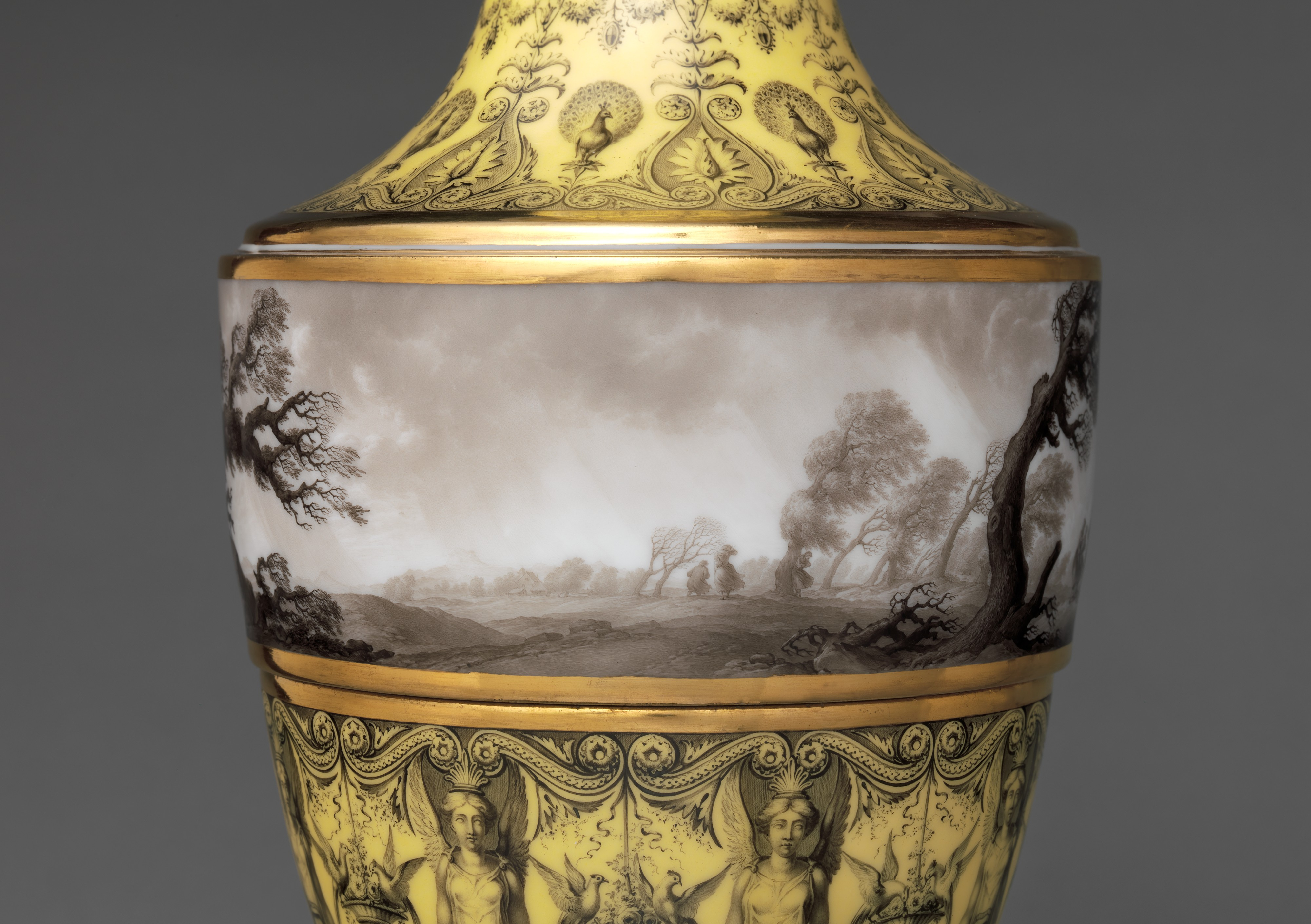

Portrait de Dihl par Le Guay, 1797.
Portrait de Christophe Dihl sur plaque de porcelaine, conservé au musée de Sèvres.
Caroline Bonaparte, d'après une miniature d'Augustin sur un vase de Dihl.
Service à déjeuner de Joseph Bonaparte, vers 1810.
Tasse litron et sa soucoupe, fond or, tulipes au naturel, vers 1810, hauteur 6,5 cm.
" L'Amour dans les bras de l'Innocence ", 24 000 francs ; " Groupe Edipe à colonne socle porcelaine " 1 800 francs.
Table du roi d'Espagne peinte par Le Guay et Sauvage, qui selon Prud'homme aurait coûté plus de 200 000 francs,.
Un petit tableau d'un bouquet en biscuit sur fond bleu encadré en ovale démontre une remarquable maîtrise du biscuit.
Un tableau par Jacques Barraband (1768-1809) sur plaque de porcelaine en mode portrait (dimensions 59,5 × 49,3 cm, 76 × 66 cm avec le cadre), représentant un faisan doré de la Chine, deux perruches Ara Garouba (originaires de Guyane et Brésil) et un amazone de Cuba (originaire de Cuba, Bahamas, Cayman) sur une terrasse et troncs d'arbre. L'œuvre est signée sur un rocher en bas à droite : « Baraband an 6 » (22 septembre 1797-21 septembre 1798) et « M.f.ture Dihl & Guerhard ».

Elle a été exposée au Salon du 1er Thermidor an VI au muséum central des Arts (19 juillet 1798, musée du Louvre) ; et dans « Jacques Barraband (1767-1809) », exposition au musée d'art et d'archéologie de Guéret, 17 juin - 18 septembre 2011.
La grande plaque peinte par Sauvage, présentée à l'Exposition des produits de l'industrie en l'an VI, est conservée au musée des Beaux-Arts de Bruxelles,.
Nombreuses pendules Schmit, dont : 
- pendule « La Paix » en biscuit, porcelaine et bronze doré, répertoriée dans l'inventaire après décès de Dihl. Le cadran émaillé blanc est décoré par Coteau et signé Schmit à Paris. Il est enchâssé dans un support rectangulaire bleu. À droite, une femme drapée symbolisant la Paix tend une torche par-dessus la pendule pour mettre le feu à des trophées de guerre entassés à gauche. Le socle de porcelaine, aux angles arrondis et pieds toupie en bronze doré, est décoré de plaques avec rinceaux feuillagés en grisaille sur fond jaune, soulignées de bronze ciselé et doré, et porte l'inscription « Manuf.re de MM GUERHARD et DIHL à Paris ». Fin du XVIIIe siècle. Haut. x larg. x prof. : 53 × 45,5 × 16,5 cm[25].
- pendule à deux amours allégories des beaux-arts, avec cadran indiquant les phases de la lune, ancienne collection Edmond Taigny (1826-1906, membre fondateur du Musée des arts décoratifs de Paris). Cette pendule fait partie des premières productions de la manufacture durant la décennie 1780 ; ses plaques du socle en grisaille rappellent les ouvrages du peintre Piat Joseph Sauvage[60].
- pendule « Uranie », signée « Manuf.re de Mon.er Guerhard et Dihl à Paris », dont la muse Uranie a vraisemblablement pu être réalisée d'après une figure de Lemire. Haut. x larg. x prof. : 46,5 × 36 × 16,5 cm[61].

Créations Dilh & Guérhard
Plateau à médaillon d'oiseaux, années 1780, Musée Hallwyl (Suède)
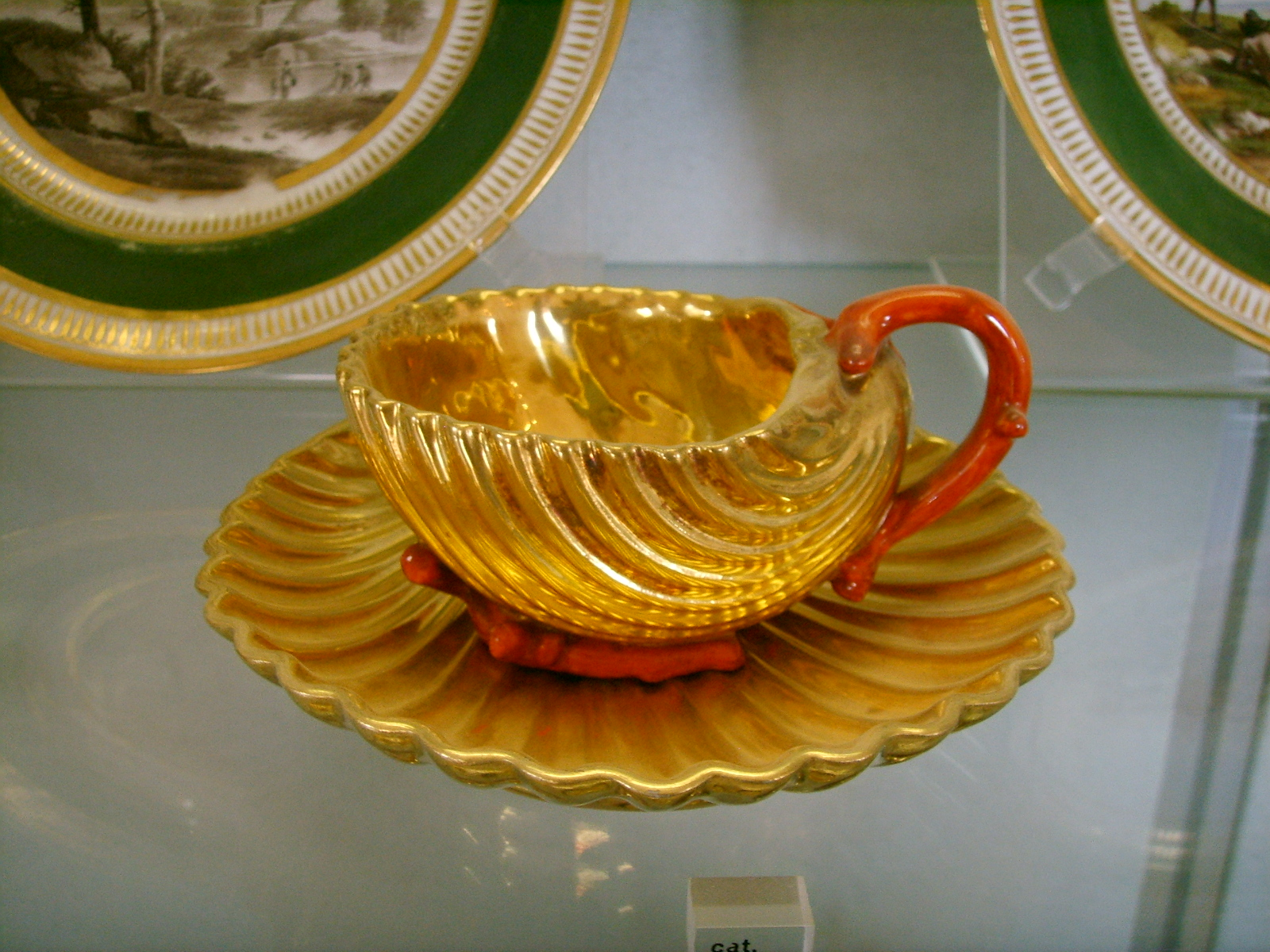
Tasse style rocaille, c. 1790. Musée des porcelaines (Florence)
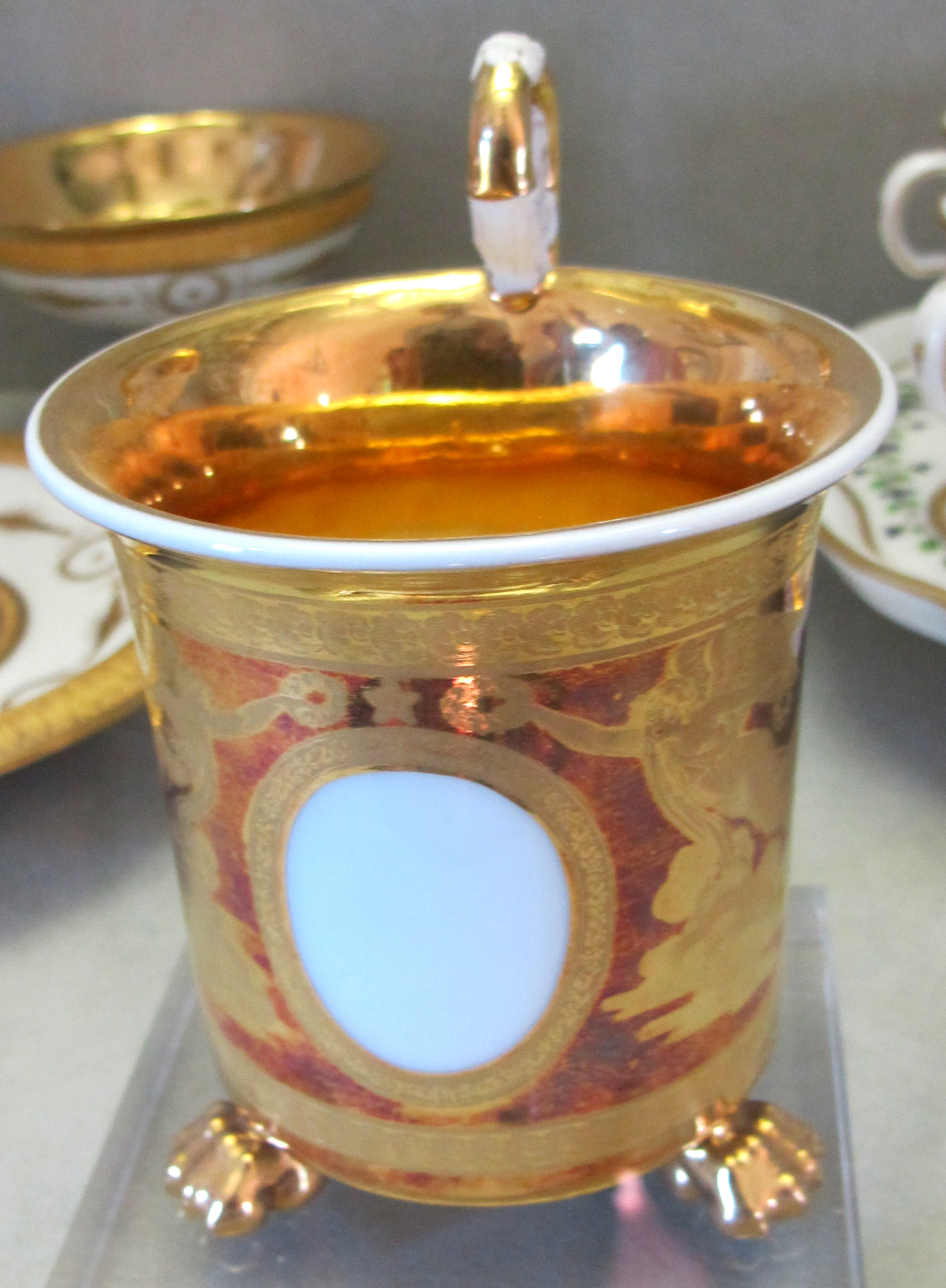
Tasse aux Victoires, c. 1790
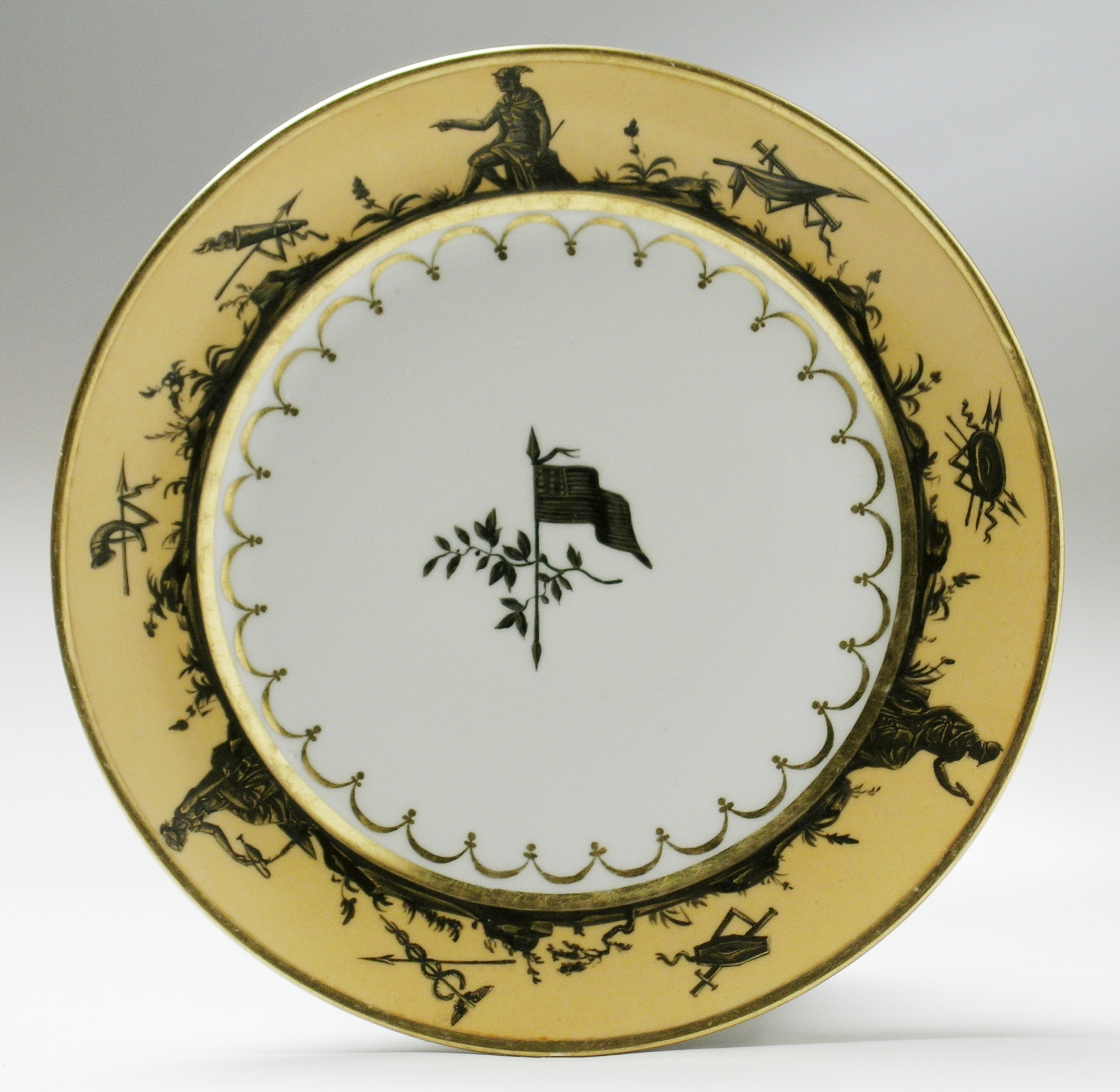
Assiette, c. 1805. Musée d'Art du comté de Los Angeles
?
?
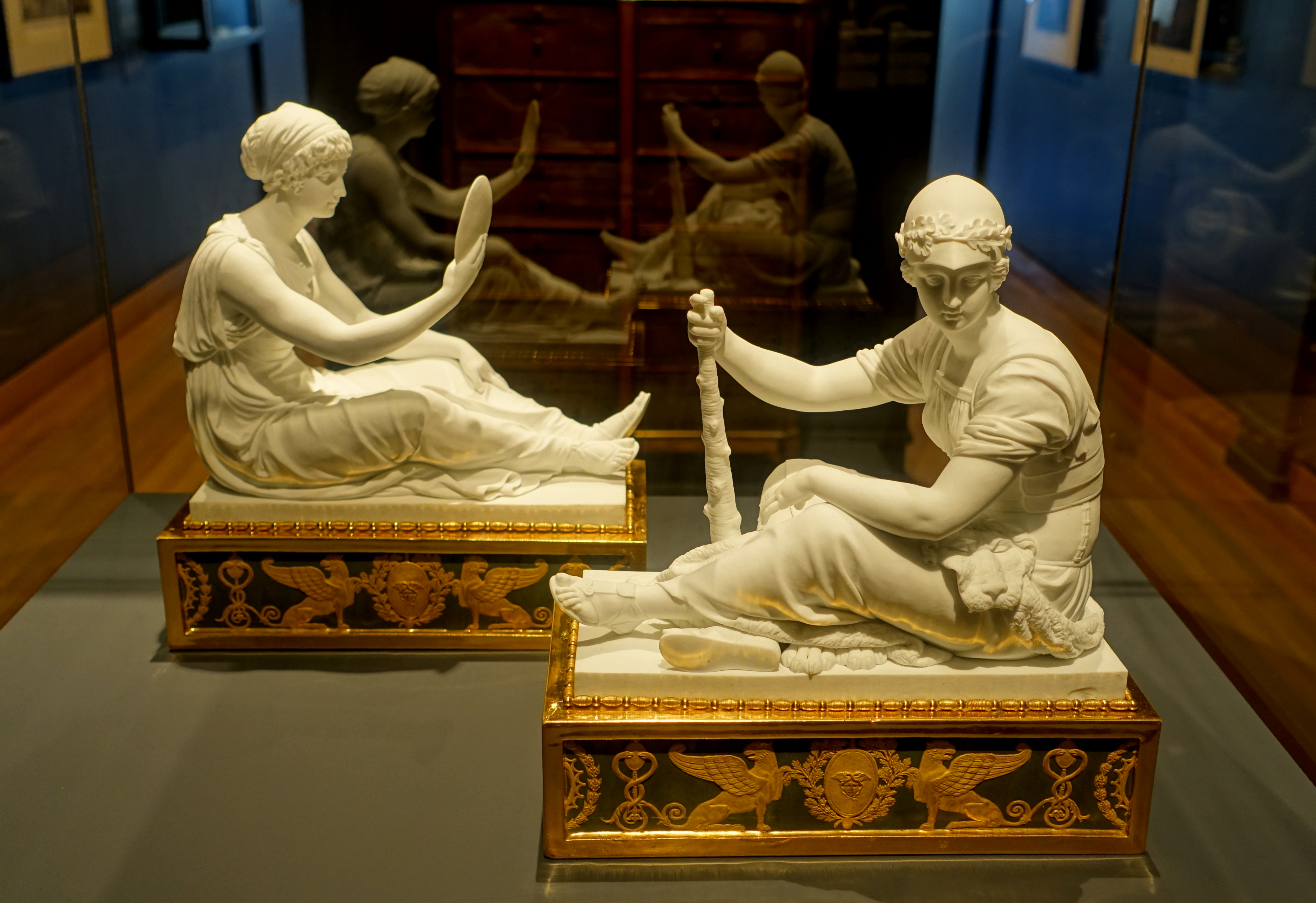
Vérité et Force, c. 1805-1815. Musée des beaux-arts de Montréal
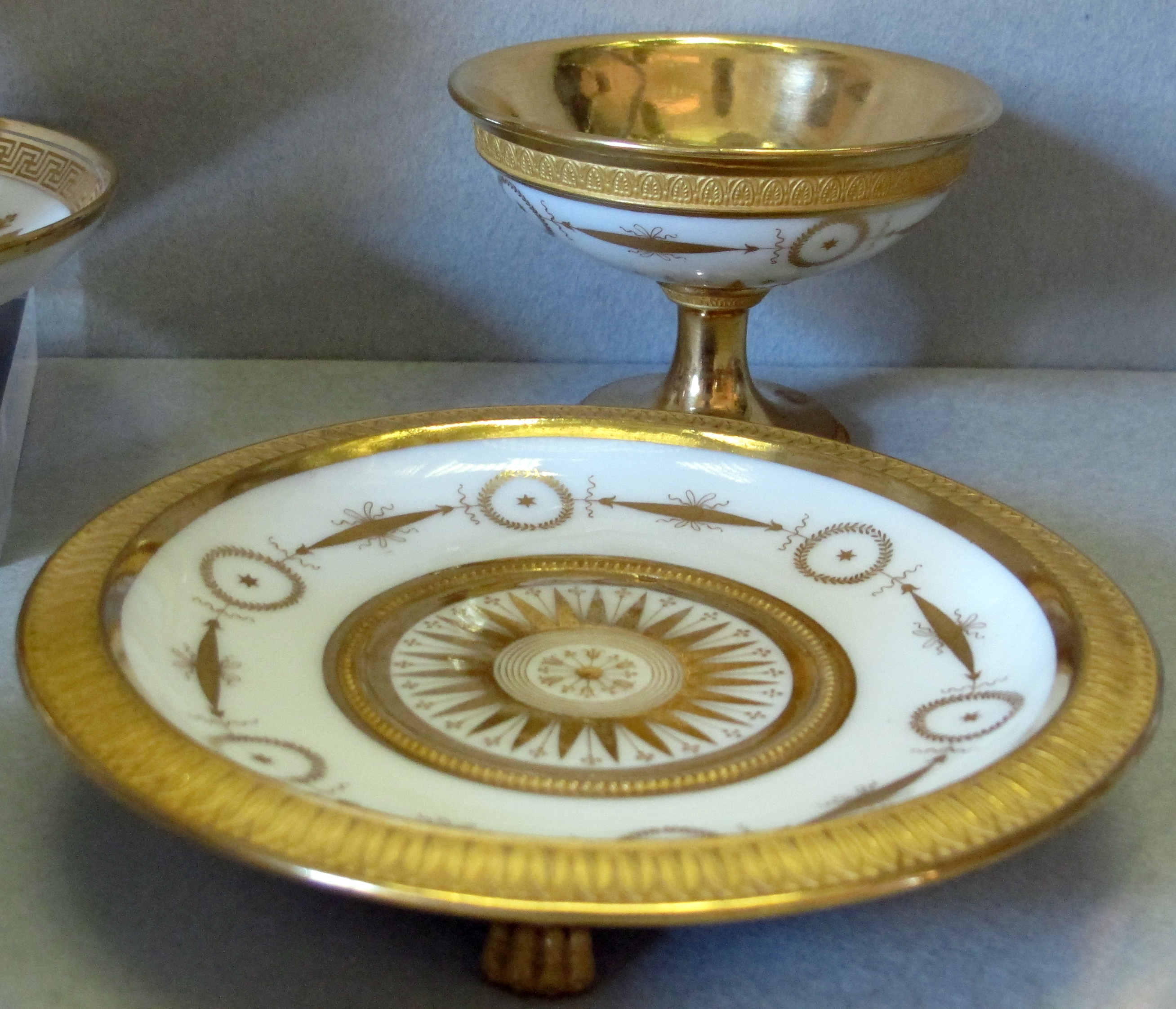
Soucoupe et coupe avec décorations en or pailleté, c. 1790. Musée des porcelaines (Florence)
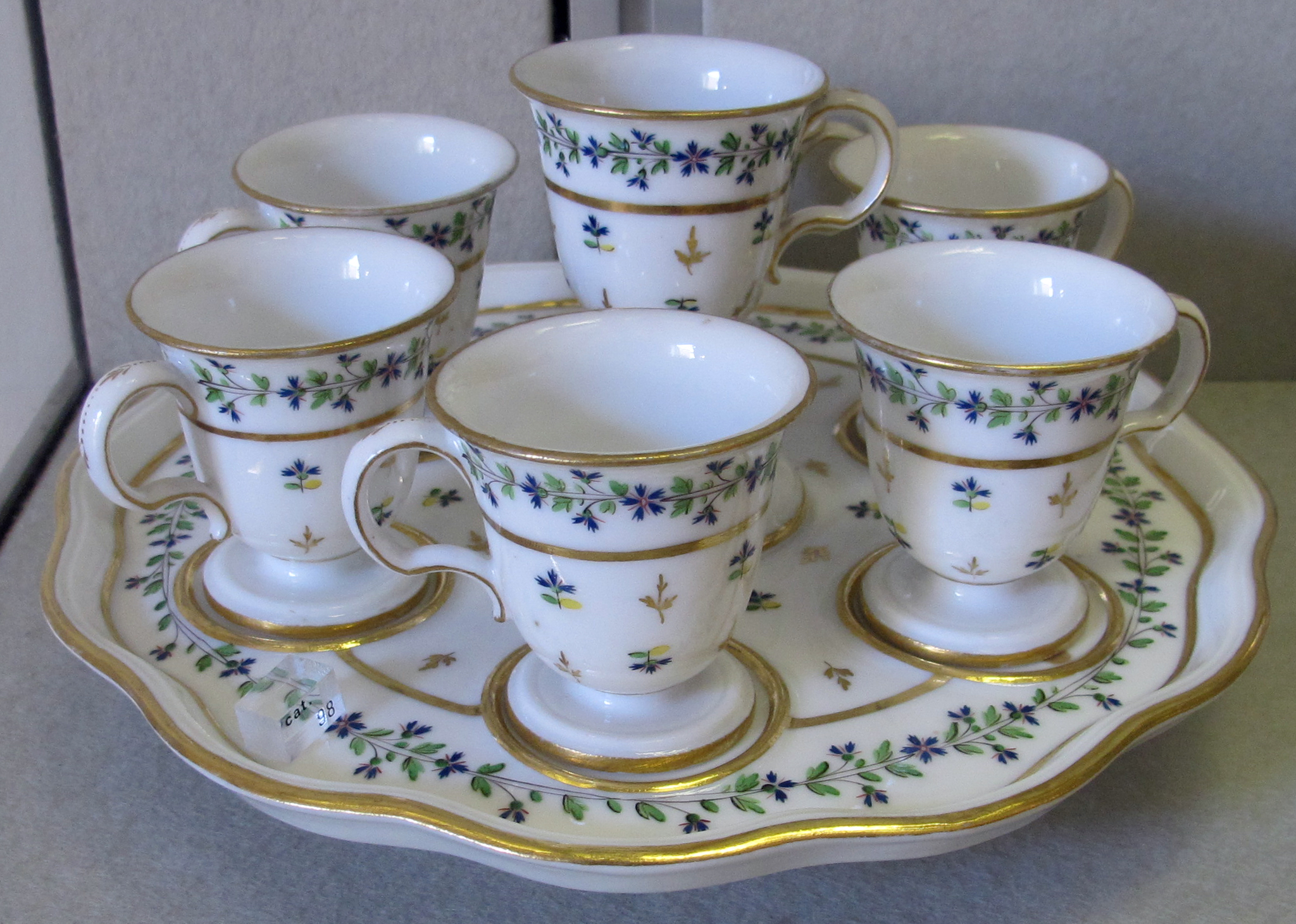
Musée des porcelaines (Florence)
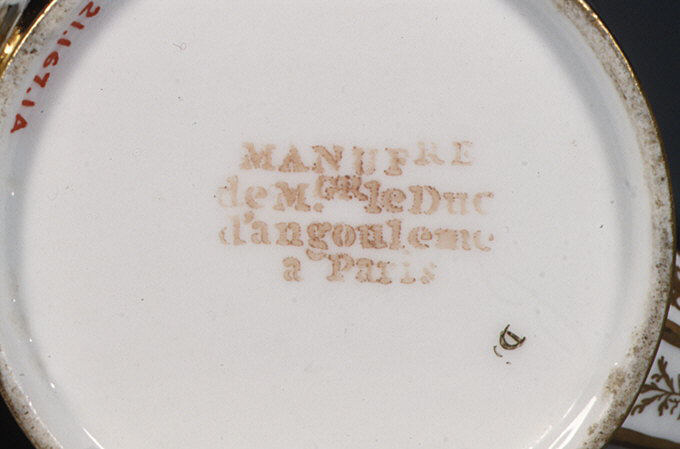
Théière, service de voyage
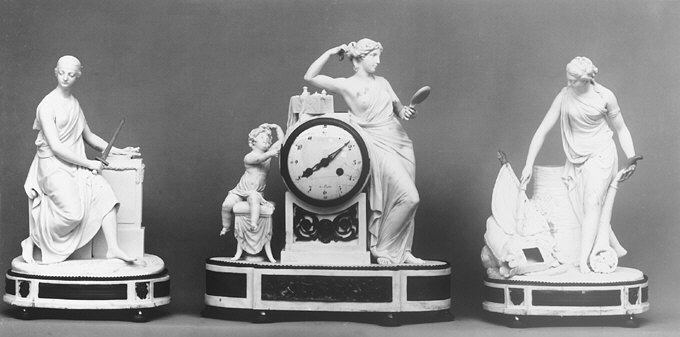
Pendule et ses statuettes
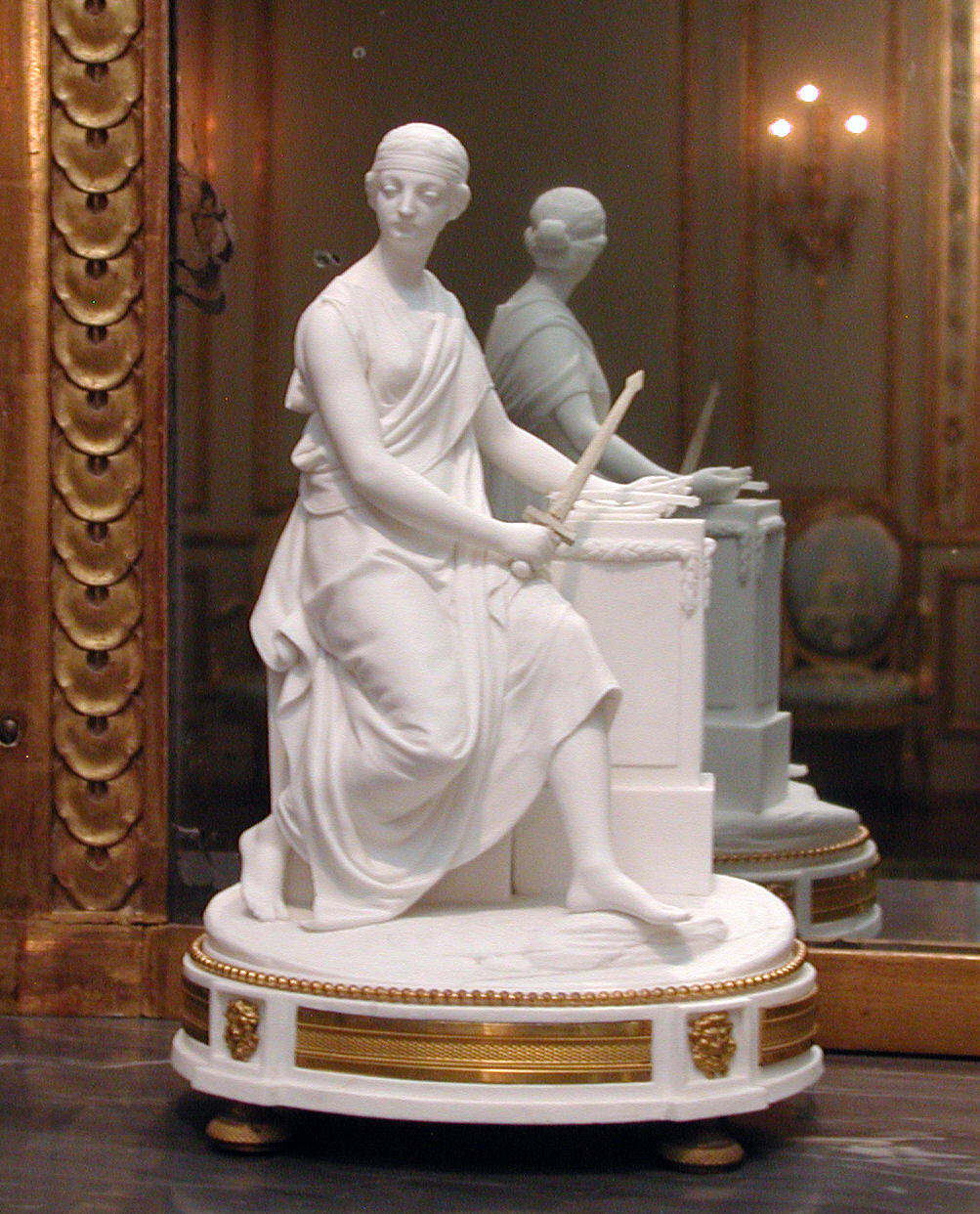
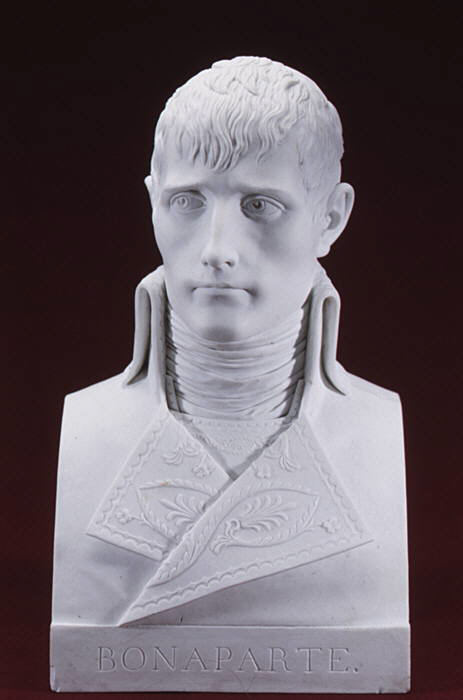
Napoléon en premier consul
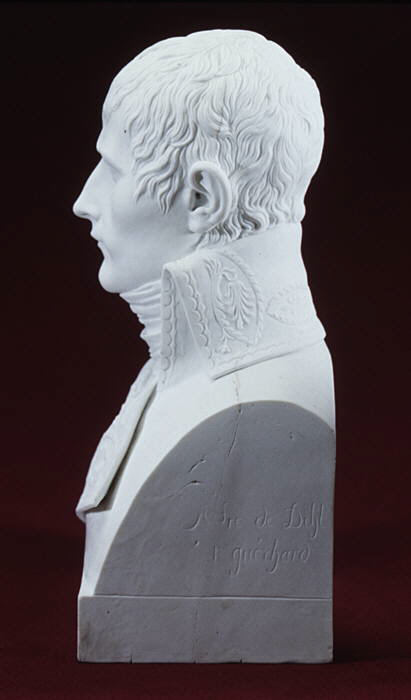
Napoléon en premier consul
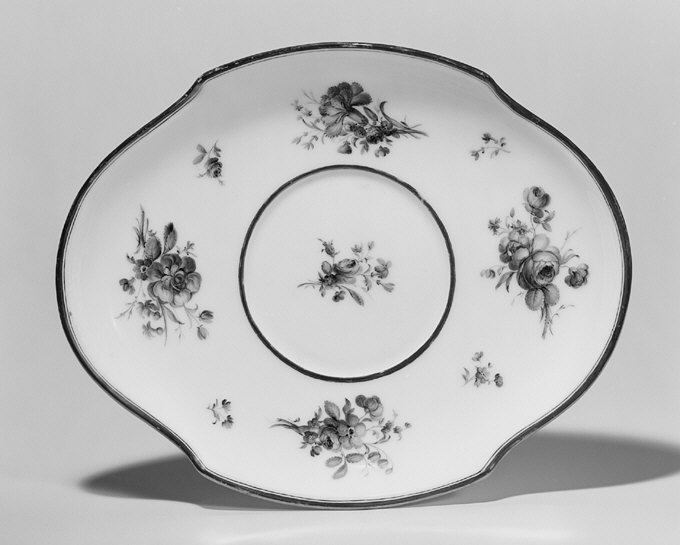
Plateau
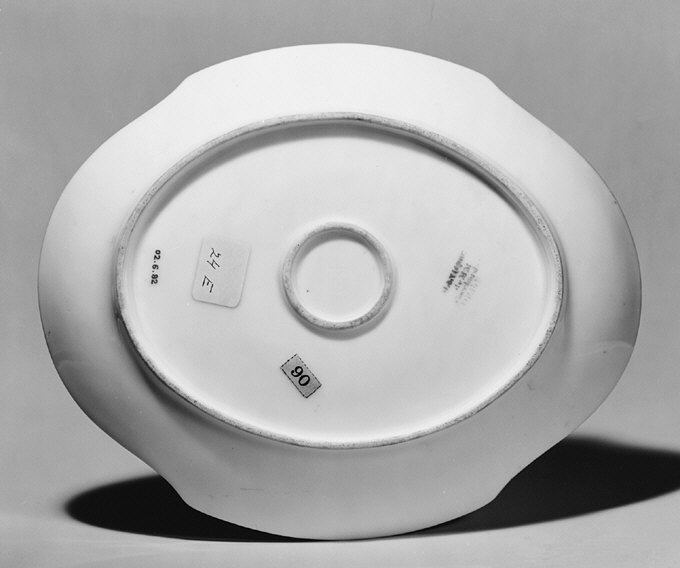
Plateau marqué « MANUFRE de Mgr le Duc d'angouleme à Paris »

## Les artistes qui ont fait sa renommée
Jacques Barraband (1767-1809)
Né à Aubusson
Henry-Louis Baup (1776/1777-1855)
Henry-Louis Baup est un peintre suisse,
né à Nyon en 1776
ou 1777. Arrivé à Paris en 1798, il expose sous le nom de Dihl : en 1812, Valentine de Milan pleurant la mort de son époux réalisé en 1810 d'après Martin Richard (vendu 29 900 euris en 2017), tableau sur porcelaine recensé dans l'inventaire après décès de Dihl ; et en 1819, un portrait de Louis XVIII grandeur nature sur porcelaine d'après le baron Gérard. En 1827 il expose sous son nom propre un portrait de femme d'après nature sur émail. Il retourne plus tard à Nyon où il meurt en 1855.
Merry-Joseph Blondel
Il commence son apprentissage en 1794 à la manufacture où il est l'élève d'Étienne Charles Le Guay. Il part ensuite travailler pour Sèvres.
Simon-Louis Boizot (1743-1809)
Ce sculpteur a travaillé pour Dihl avant 1809, tout en étant chef de l'atelier de sculpture de Sèvres de 1773 à 1809.
Jean Baptiste Coste
Il est engagé spécifiquement pour utiliser la peinture mise au point par Christophe Dihl. Son travail avec ce nouveau produit inspire le peintre et critique d'art Charles-Paul Landon qui remarque que son travail est d'une exécution méticuleuse et donne un effet scintillant.
Frères Dagoty
Pierre-Louis (1771-1840), Étienne Jean-Baptiste (c. 1772 - 10 octobre 1800/18 vendémiaire An IX) et Isidore (1784-86 - †avant 1800) entrent en apprentissage à la manufacture vers 1785. Devant leur succès, Pierre-Louis, qui a de l'ambition, reprend avec Étienne une manufacture en faillite dans la rue de Chevreuse (en 1799 ou 1800). Resté seul après le décès d'Étienne en 1800, Pierre-Louis obtient le patronage de l'impératrice et fait de son entreprise une des plus en vue de Paris sous l'Empire.
Jean-Louis Demarne
Peintre de paysages qui allie des scènes de genre rustique avec des scènes de nature évoquant la peinture des Pays-Bas. Il est lui aussi, comme Coste, engagé spécifiquement pour utiliser la peinture mise au point par Christophe Dihl et inspire les mêmes commentaires par Charles-Paul Landon.
Martin Drölling
Connu pour ses peintures e scènes d'intérieurs domestiques.
tableaux sur porcelaine pour des assiettes peintes.
Exécute sur des plaques de porcelaine un portait de Dihl en 1800 (musée de céramique de Sèvres) et un portrait de Napoléon en 1803.
Nicolas Guillaume
Figuriste, 1791.
Huni
Sculpteur, il travaille pour Dihl en 1785 puis pour Sèvres de 1785 à 1800 et en 1810.
L.J. Lefèvre
Ce peintre travaille pour la manufacture Dihl en 1788.
Étienne Charles Le Guay
Il a réalisé plusieurs tableaux sur porcelaine, dont une « Baigneuse » exposée au salon de 1796, un « Beau portrait d'une jeune personne » au salon de 1797.
Charles Gabriel Sauvage, dit Lemire
Sculpteur et modeleur, il naît en 1741 à Lunéville près de Nancy et meurt en 1827 à Paris. Fils d'un fondeur, Lemire travaille très jeune, en 1759, aux ateliers de modelage de la manufacture de Niderviller. Il en assure la direction artistique pendant une vingtaine d'années avant d'entrer au service de Dihl et Guérhard vers 1792, apportant avec lui des moules de Niderviller. Il expose à Paris de 1808 à 1819 et remporte une médaille en 1808. On cite de lui L'Innocence, marbre pour le Ministère de l'Intérieur, maintenant au Musée de Tours et Le génie de la Poésie du Musée de Marseille. Le Louvre conserve de lui L'Amour mettant une corde à son arc. Sa pendule La Paix est répertoriée dans l'inventaire après décès de Dihl. Une pendule similaire avec un mouvement également signé « SCHMIT à Paris » faisait partie des anciennes collections Gustave et Robert de Rothschild. Une pendule provenant de la même origine mais avec des motifs de décoration différents est exposée au Musée des Arts Décoratifs de Baltimore.
Leyst
Beau-frère de Dihl, venu de Lamshein, Palatinat, en l'an IV.
Jean-Baptiste Mallet
peintre, travaille à Sèvres de 1803 à 1804, puis chez Dihl en 1806.
Jean-Baptiste Malriat
Peintre, puis émailleur, ne en 1713 à Badonviller, mort après 1793. Directeur puis commis de la manufacture de Niderviller de 1737 à 1792. Il vient travailler chez Dihl après la fermeture de Niderviller
Jean-Louis de Marne
Charles Ferdinand Muller
Enfourneur à l'entreprise en 1783. Part pour Lille, Nyon, Nymphembourg et Copenhague.
Henry Salembier
Ornemaniste et graveur, auteur de nombreux modèles d'ornements. Il a donné son nom à des projets composés de rinceaux et volutes élégants.
Piat Joseph Sauvage
Ses trompe-l'œil en grisaille, réalisés de 1797 à 1805, « atteignent des sommets ». Un grand bas-relief montré à l'Exposition des produits de l'industrie en 1797 est particulièrement remarqué. Une paire de plaques de porcelaine faites par la manufacture : Minerve donnant une leçon de folie et Vénus donnant une leçon de sagesse, sont au musée des Beaux-Arts de Tournai, ville de naissance de Sauvage.
Jacques François Joseph Swebach
Ce peintre de genre, né à Metz en 1769 et mort à Paris en 1823, a travaillé pour Dihl et Guérhard en 1806. Ouvrier-artiste habile, en 1814 Swebach est appelé en Russie par la manufacture impériale de porcelaine où il travaille jusqu'en 1820.
Une paire de vases de style Empire de 1807 a atteint le prix de 201 000 euros à Sotheby's en 2016. Ces vases sont en forme d'amphores (H x l : 128 × 47 cm), en trois parties, décorés sous l'épaule de bandeaux : l'un d'une chasse à courre au cerf et l'autre d'une course de chevaux ; le reste des vases est sur fond écaille bleue et porte un décor en or de guirlandes de fruits, torches, couronnes, etc,.
Mathias Simon
Enfourneur, il travaille chez Dihl et Guérard en 1787 puis à Sèvres en 1787 et 1788. En accord avec Mme Dihl, il doit donner à Sèvres les plans du four de la manufacture.